# Igreja Católica e Alemanha Nazista
Os papas Pio XI (1922–1939) e Pio XII (1939–1958) lideraram a Igreja Católica durante a ascensão e queda da Alemanha Nazista. Cerca de um terço dos alemães eram católicos na década de 1930, a maioria deles vivia no sul da Alemanha; os protestantes dominavam o norte. A Igreja Católica na Alemanha opôs-se ao NSDAP e, nas eleições de 1933, a proporção de católicos que votaram no Partido Nazista foi inferior à média nacional. No entanto, o Partido do Centro, alinhado aos católicos, votou a favor da Lei de Concessão  de 1933, que deu a Adolf Hitler poderes adicionais para reprimir oponentes políticos como Chanceler da Alemanha. O presidente Paul Von Hindenburg continuou a servir como comandante e chefe e também continuou a ser responsável pela negociação de tratados internacionais até sua morte em 2 de agosto de 1934.
Hitler e vários outros nazistas importantes foram criados como católicos, mas se tornaram hostis à Igreja na idade adulta; o Artigo 24 do Programa Nacional Socialista exigia tolerância condicional às denominações cristãs e o tratado Reichskonkordat de 1933 com o Vaticano garantia liberdade religiosa para os católicos, mas os nazistas tentaram suprimir o poder da Igreja Católica na Alemanha. A imprensa católica, escolas e organizações juvenis foram fechadas, propriedades foram confiscadas e cerca de um terço do clero enfrentou represálias das autoridades; líderes leigos católicos estavam entre os assassinados durante a Noite das Facas Longas.
Durante o regime, a Igreja frequentemente se viu em uma posição difícil. A hierarquia da Igreja (na Alemanha) tentou trabalhar com o novo governo, mas a encíclica de Pio XI de 1937, Mit brennender Sorge, acusou o governo de hostilidade à Igreja. Os católicos lutaram em ambos os lados durante a Segunda Guerra Mundial, e a invasão de Hitler à Polônia predominantemente católica deu início ao conflito em 1939. Nas áreas polonesas anexadas pela Alemanha Nazista, assim como nas regiões anexadas da Eslovênia e da Áustria, a perseguição nazista à igreja foi intensa; muitos clérigos poloneses foram alvos de extermínio. Por meio de suas ligações com a Resistência Alemã, o Papa Pio XII alertou os Aliados sobre a planejada invasão nazista dos Países Baixos em 1940. Os nazistas reuniram padres dissidentes naquele ano em um quartel dedicado em Dachau, onde 95% dos 2.720 internos eram católicos (a maioria poloneses, com 411 alemães); mais de 1.000 padres morreram lá. A expropriação de propriedades da igreja aumentou depois de 1941. Embora o Vaticano (cercado pela Itália Fascista) tenha sido oficialmente neutro durante a guerra, ele usou a diplomacia para ajudar as vítimas e fazer lobby pela paz; a Rádio Vaticano e outros meios de comunicação católicos se manifestaram contra as atrocidades. Alguns clérigos se opuseram veementemente aos crimes nazistas, como nos sermões do bispo Clemens ago  Graf von Galen em 1941, nos quais ele expressou sua oposição ao regime e seus programas de eutanásia. Mesmo assim, o biógrafo de Hitler, Alan Bullock, escreveu: “Nem a Igreja Católica, nem a Igreja Evangélica... como instituições, sentiram que era possível assumir uma atitude de oposição aberta ao regime". Mary Fulbrook escreveu que quando a política invadiu a igreja, os católicos estavam preparados para resistir; o registo era irregular e desigual, no entanto, e (com notáveis exceções) "parece que, para muitos alemães, a adesão à fé cristã provou ser compatível com pelo menos a aquiescência passiva, se não com o apoio ativo, à ditadura nazista". Entretanto, mesmo quando a hierarquia da Igreja tentava agir com delicadeza para que a própria Igreja não fosse destruída, padres ativamente resistentes, como Heinrich Maier, às vezes agiam contra as instruções expressas de seus superiores eclesiásticos para fundar grupos que, diferentemente de outros, buscavam ativamente influenciar o curso da guerra em favor dos Aliados.
De acordo com Robert A. Krieg, "os bispos, padres e líderes leigos católicos criticaram o nacional-socialismo desde o seu início no início da década de 1920", enquanto a The Sewanee Review observou em 1934 que mesmo "quando o movimento hitlerista ainda era pequeno e aparentemente insignificante, os eclesiásticos católicos alemães reconheceram sua ameaça inerente a certas crenças e princípios de sua Igreja". Os sermões e jornais católicos denunciaram vigorosamente o nazismo e acusaram-no de abraçar o neopaganismo, e os padres católicos proibiram os fiéis de se juntarem ao NSDAP. Waldemar Gurian observou que os bispos católicos superiores emitiram várias condenações ao NSDAP a partir de 1930 e 1931 e, descrevendo as relações entre o Nacional-Socialismo e a Igreja Católica, concluiu que "embora não tenha havido nenhuma declaração legal de guerra, uma guerra está acontecendo". Ludwig Maria Hugo foi o primeiro bispo católico a condenar a filiação ao partido nazista e, em 1931, o cardeal Michael von Faulhaber escreveu que "[o]s bispos, como guardiões dos verdadeiros ensinamentos da fé e da moral, devem emitir um aviso sobre o Nacional-Socialismo, desde que e na medida em que ele mantenha visões político-culturais que não sejam conciliáveis com a doutrina católica". A crítica franca do cardeal Faulhaber ao Nacional-Socialismo ganhou ampla atenção e apoio das igrejas católicas alemãs, e o cardeal Adolf Bertram apelou aos católicos alemães para se oporem ao Nacional-Socialismo em sua totalidade porque ele "está na mais aguda contradição com as verdades fundamentais do cristianismo". De acordo com a Sewanee Review, "os católicos foram expressamente proibidos de se tornarem membros registados do Partido Nacional-Socialista; aos católicos desobedientes foi recusada a admissão aos sacramentos; grupos em uniforme nazista e com bandeiras nazistas não foram admitidos nos serviços religiosos". As condenações do nazismo por Bertram e von Faulhaber refletiam as opiniões da maioria dos católicos alemães, mas muitos deles também estavam desiludidos com as instituições da República de Weimar.
O antissemitismo nazista adotou princípios raciais pseudocientíficos, mas antigas antipatias entre o cristianismo e o judaísmo também contribuíram para o antissemitismo europeu. O antissemitismo estava presente tanto no protestantismo alemão como no catolicismo, mas "os actos e atitudes anti-semitas tornaram-se relativamente mais frequentes nas áreas protestantes em relação às áreas católicas". Mesmo assim, em todos os países sob ocupação alemã, os padres desempenharam um papel importante no resgate de judeus. A igreja resgatou milhares de judeus emitindo documentos falsos para eles, fazendo lobby com autoridades do Eixo e escondendo judeus em mosteiros, conventos, escolas, no Vaticano e na residência papal em Castel Gandolfo. Embora o papel de Pio XII durante esse período tenha sido contestado posteriormente, o Escritório Central de Segurança do Reich o chamou de "porta-voz" dos judeus e, em sua primeira encíclica (Summi Pontificatus), ele chamou a invasão da Polônia de uma "hora de escuridão". No seu discurso de Natal de 1942, denunciou os assassinatos raciais e, na sua encíclica de 1943, Mystici corporis Christi, denunciou o assassinato de pessoas com deficiência.
No período pós-guerra, documentos de identificação falsos foram dados a muitos criminosos de guerra alemães por padres católicos como Alois Hudal, frequentemente facilitando sua fuga para a América do Sul. Tanto o clero protestante como o católico forneciam rotineiramente Persilschein ou “certificados de sabão” aos antigos nazistas, a fim de remover a “contaminação nazista”; mas em nenhum momento tal ajuda foi um esforço institucional. De acordo com o historiador católico Michael Hesemann, o próprio Vaticano ficou indignado com tais esforços, e o Papa Pio XII exigiu a remoção do clero envolvido, como Hudal.

## Visão geral
Na década de 1930, um terço da população alemã era católica; o catolicismo político foi uma força importante na República de Weimar, no período entreguerras. Os líderes católicos denunciaram a doutrina nazista antes de 1933, e as regiões católicas geralmente não votavam nos nazistas. O Partido Nazi desenvolveu-se inicialmente na cidade de Munique, maioritariamente católica, onde muitos católicos lhe deram apoio entusiástico; esta afinidade inicial diminuiu depois de 1923. O nazismo tomou um caminho diferente após a sua reconstituição em 1920 e, em 1925, tinha uma identidade anticatólica. No início de 1931, os bispos alemães excomungaram a liderança nazista e baniram os católicos do partido. Embora a proibição tenha sido modificada na primavera de 1933 devido a uma lei que exigia que todos os funcionários públicos e membros sindicais fossem membros do partido, a condenação da ideologia nazista central continuou. No início de 1933, após os sucessos nazistas nas eleições de 1932, o monarquista católico leigo Franz von Papen e o chanceler interino e conselheiro presidencial Kurt von Schleicher facilitaram a nomeação de Hitler como chanceler do Reich pelo presidente Paul von Hindenburg. Em Março, no meio das tácticas de terror nazi e das negociações que se seguiram ao Decreto do Incêndio do Reichstag, o Partido do Centro (liderado por Ludwig Kaas, exigindo um compromisso escrito de que o poder de veto do presidente fosse mantido), o Partido Popular da Baviera e o monárquico Partido Popular Nacional Alemão (DNVP) votaram a favor da Lei de Habilitação. O apoio do Partido do Centro foi crucial (já que a lei não poderia ser aprovada apenas pela coligação Nazi-DNVP) e marcou a transição de Hitler do poder democrático para o poder ditatorial. Em Junho de 1933, as únicas instituições que não estavam sob o domínio nazi eram os militares e as igrejas. O Reichskonkordat de julho de 1933 entre a Alemanha e a Santa Sé prometeu respeitar a autonomia católica e exigiu que os clérigos se mantivessem fora da política. Hitler acolheu o tratado, violando-o rotineiramente na luta nazista com as igrejas. Quando von Hindenburg morreu em agosto de 1934, os nazistas reivindicaram jurisdição sobre todos os níveis de governo; um referendo confirmou Hitler como Führer da Alemanha. Um programa de Gleichschaltung controlava todas as atividades coletivas e sociais, interferindo em escolas católicas, grupos de jovens, trabalhadores e grupos culturais.
De acordo com Peter Stachura, a maior parte do eleitorado nazista veio da classe média protestante rural e de pequenas cidades, enquanto os católicos alemães votaram esmagadoramente no Partido do Centro Católico confessional e no Partido Popular da Baviera. As preferências de voto na República de Weimar eram determinadas principalmente pela classe social e religião, e os católicos formavam uma subcultura distinta e unida na Alemanha, sendo alienados da sociedade protestante dominante como resultado da Kulturkampf e da identidade fortemente anticatólica do NSDAP.
Vários oficiais do Partido Nazista, como Heinrich Himmler, Alfred Rosenberg e Martin Bormann, esperavam descristianizar a Alemanha, ou pelo menos realinhar sua teologia com seu ponto de vista. O governo começou a fechar todas as instituições católicas que não eram estritamente religiosas; as escolas católicas foram fechadas em 1939 e a imprensa católica em 1941. O clero, as mulheres e os homens religiosos, e os líderes leigos foram alvos; milhares foram presos, muitas vezes sob acusações forjadas de contrabando de moeda ou de "imoralidade". O principal clérigo da Alemanha, o Cardeal Adolf Bertram, protestou ineficazmente e deixou a resistência católica mais ampla a cargo de cada indivíduo. A hierarquia da igreja, que buscava a distensão, ficou desiludida em 1937. Pio XI publicou a sua encíclica Mit brennender Sorge, condenando o racismo e acusando os nazis de violações do seu tratado e de "hostilidade fundamental" à Igreja; A Alemanha renovou a sua repressão e campanha de propaganda contra os católicos. Apesar da violência contra a Polônia católica, alguns padres alemães ofereceram orações pela causa alemã no início da guerra. O chefe de segurança Reinhard Heydrich intensificou as restrições às atividades da igreja, e a expropriação de mosteiros, conventos e propriedades da igreja aumentou em 1941. A denúncia da eutanásia nazista e a defesa dos direitos humanos feita pelo bispo Clemens ago  Graf von Galen em 1941 provocaram rara dissidência popular. Os bispos alemães denunciaram a política nazista em relação à igreja em cartas pastorais, chamando-a de "opressão injusta".
Eugenio Pacelli, antigo núncio na Alemanha, tornou-se Papa Pio XII às vésperas da guerra. Seu legado é contestado. Como Secretário de Estado do Vaticano, ele defendeu a distensão por meio do Reichskonkordat e esperava construir confiança e respeito no governo de Hitler. Pacelli ajudou a redigir Mit brennender Sorge, e sua primeira encíclica (Summi Pontificatus ) chamou a invasão da Polônia de uma "hora de escuridão". Embora Pio XII tenha afirmado a neutralidade do Vaticano, ele manteve ligações com a Resistência Alemã. No entanto, a controvérsia sobre a sua relutância em falar pública e explicitamente sobre os crimes nazis continuou. Pio XII usou a diplomacia para ajudar as vítimas da guerra, fez lobby pela paz, compartilhou informações com os Aliados e utilizou a Rádio Vaticano e outros meios de comunicação para se manifestar contra as atrocidades. Em Mystici corporis Christi (1943), ele denunciou o assassinato de pessoas com deficiência; seguiu-se uma denúncia por bispos alemães do assassinato de "inocentes e indefesos", incluindo "pessoas de raça ou descendência estrangeira". Embora o antissemitismo nazista adotasse princípios raciais pseudocientíficos, antigas antipatias entre o cristianismo e o judaísmo contribuíram para o antissemitismo europeu. Sob Pio XII, a igreja resgatou milhares de judeus emitindo documentos falsos, fazendo lobby com autoridades do Eixo e escondendo judeus em mosteiros, conventos, escolas e outros lugares (incluindo o Vaticano e Castel Gandolfo).

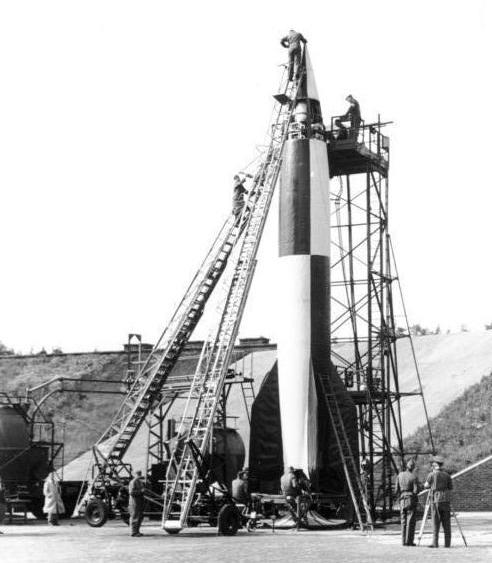
Informações do grupo de Heinrich Maier foram usadas pelos Aliados na Operação Crossbow contra o V-2

Na Polônia, Eslovênia e Áustria, a perseguição nazista à igreja foi mais severa. Na Áustria, em particular, a resistência católica contra o nacional-socialismo foi ativa muito cedo. Os grupos queriam, por um lado, como aqueles em torno do monge agostiniano Roman Karl Scholz, informar a população sobre os crimes nazistas e, por outro lado, tomar medidas ativas e robustas contra o sistema nazista. O grupo em torno de Karl Burian planejou explodir a sede da Gestapo em Viena e o grupo em torno de Heinrich Maier redirecionou com sucesso os locais de produção de foguetes V-1, V-2, tanques Tiger, Messerschmitt Bf 109, Messerschmitt Me 163 Komet e outras aeronaves para os Aliados, para que pudessem bombardear com mais precisão e a guerra acabasse mais rápido. Maier e seu pessoal estavam em contato com Allen Dulles, chefe do OSS na Suíça desde 1942. O grupo também lhe relatou o assassinato em massa em Auschwitz. Estes grupos católicos foram radicalmente perseguidos pela Gestapo, também porque queriam intransigentemente remover os territórios austríacos do Reich alemão.
Em 1940, a SS designou o campo de concentração de Dachau, com seu próprio bloco de padres, como o local central de internação para clérigos cristãos, que eram frequentemente severamente torturados. Além disso, sempre havia revoltas especiais contra os padres. Por exemplo, na véspera de Natal de 1938, o prelado austríaco desmaiou sob a árvore de Natal montada na praça de chamada. Em uma Quinta-feira Santa, guardas da SS açoitaram o capelão austríaco Andreas Rieser no tronco nu até o sangue espirrar e então o feriram com uma coroa de espinhos feita de arame farpado. Na Sexta-feira Santa de 1940, sessenta padres foram "crucificados" pendurados em uma estaca por uma hora. Um total de 706 padres eram combatentes da resistência austríaca em prisões nazistas, 128 em campos de concentração e 20 a 90 foram executados ou assassinados em campos de concentração.
Na Alemanha, a resposta católica ao nazismo variou. Cesare Orsenigo, núncio papal de Berlim, era tímido em protestar contra os crimes nazistas e simpatizava com o fascismo italiano. Padres alemães, incluindo Alfred Delp, eram vigiados de perto e frequentemente denunciados, presos ou executados. Em 1940, os nazistas começaram a reunir padres dissidentes em um quartel dedicado no campo de concentração de Dachau; noventa e cinco por cento dos 2.720 presos eram católicos (a maioria poloneses e 411 alemães), e 1.034 morreram lá. Nas áreas polonesas anexadas pela Alemanha Nazista, os nazistas tentaram erradicar a igreja; mais de 1.800 clérigos poloneses morreram em campos de concentração, incluindo Maximilian Kolbe. A Resistência Alemã incluía o Círculo de Kreisau e os conspiradores de 20 de julho, Claus von Stauffenberg, Jakob Kaiser e Bernhard Letterhaus. A resistência dos bispos Johannes de Jong e Jules-Géraud Saliège, do diplomata papal Angelo Rotta e da freira Margit Slachta contrasta com a apatia e o colaboracionismo do eslovaco Jozef Tiso e do clero nacionalista croata. Do Vaticano, Hugh O'Flaherty coordenou o resgate de milhares de prisioneiros de guerra e civis aliados (incluindo judeus). O bispo austríaco Alois Hudal, do Collegio Teutonico, em Roma, era um informante nazista; depois da guerra, ele e Krunoslav Draganović, do Pontifício Colégio Croata de São Jerônimo, ajudaram as linhas de prisioneiros a expulsar nazistas fugitivos da Europa.

### Contexto histórico da Igreja
Embora o catolicismo na Alemanha remonte ao trabalho missionário de Columbano e São Bonifácio nos séculos VI a VIII, os católicos eram uma minoria no século XX. A Reforma, iniciada por Martinho Lutero em 1517, dividiu os cristãos alemães entre o protestantismo e o catolicismo. O sul e o oeste da Alemanha permaneceram majoritariamente católicos, e o norte e o leste tornaram-se majoritariamente protestantes.
O Kulturkampf de Otto von Bismarck (1871-1878) tentou impor o nacionalismo protestante ao novo Império Alemão, fundindo anticlericalismo e desconfiança em relação aos católicos (cuja lealdade presumivelmente estava com a Áustria e a França). O Partido do Centro, formado em 1870 para representar os interesses religiosos dos católicos e protestantes, foi transformado pela Kulturkampf na "voz política dos católicos". O Kulturkampf fracassou em grande parte no final da década de 1870, e muitos dos seus decretos foram revogados.
A igreja desfrutava de alguns privilégios na Baviera, Renânia, Vestfália e partes do sudoeste, mas os católicos sofriam alguma discriminação no norte protestante. A igreja tinha seis arcebispos, 19 bispos e 20.000 padres durante a década de 1930, quando os católicos representavam cerca de um terço da população. A revolução de 1918-1919 e a Constituição de Weimar de 1919 reformaram a relação entre a igreja e o estado; As igrejas da Alemanha receberam subsídios governamentais com base em dados do censo da igreja; dependentes do apoio do estado, eram vulneráveis à influência do governo.

### Catolicismo político
O Partido do Centro (Zentrum) foi uma força social e política na Alemanha, predominantemente protestante, ajudando a elaborar a Constituição de Weimar e participando de vários governos de coalizão da República de Weimar. Aliou-se aos sociais-democratas e ao Partido Democrático Alemão de esquerda, mantendo o centro contra os partidos extremistas de esquerda e de direita. Embora o partido tenha desafiado o Kulturkampf de Bismarck, durante o verão de 1932 era "notoriamente um partido cuja primeira preocupação era fazer acordos com qualquer governo no poder, a fim de garantir a proteção dos seus interesses particulares". Permaneceu relativamente moderado durante a radicalização da política alemã no início da Grande Depressão, mas os deputados do partido votaram a favor da Lei de Concessão de 1933, que deu a Hitler poder absoluto.

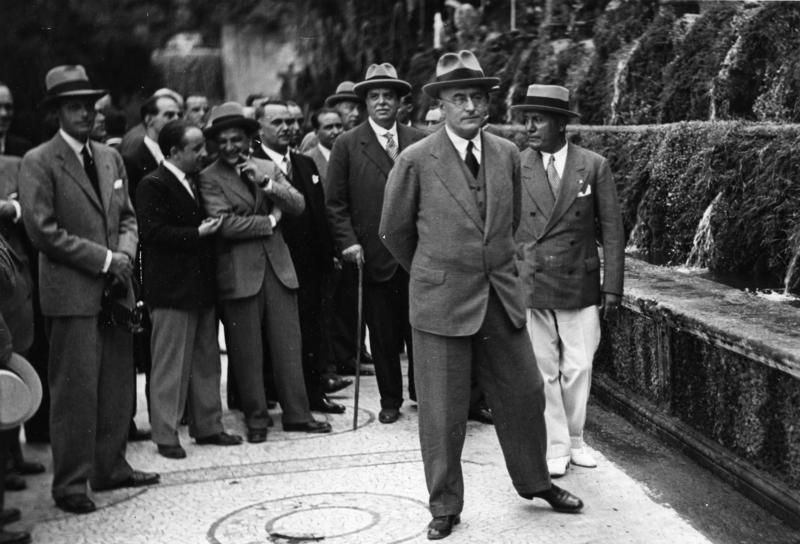
Heinrich Brüning, chanceler de 1930 a 1932

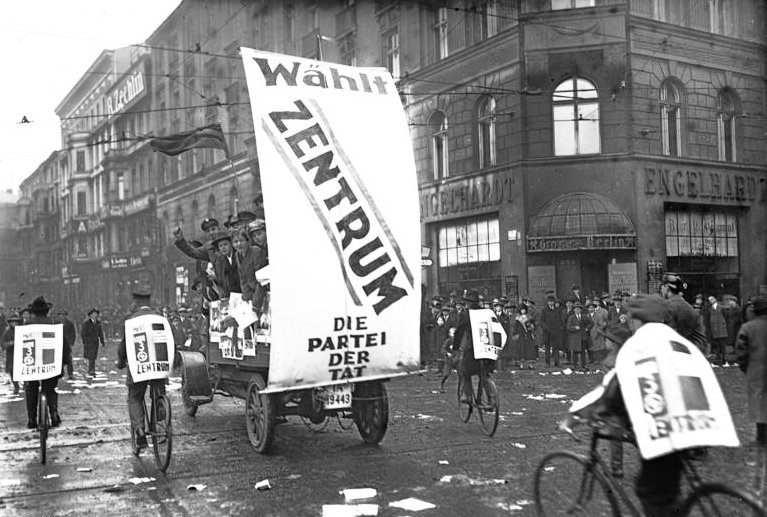
Apoiadores do Partido do Centro antes das eleições federais de 1930

Os líderes católicos atacaram a ideologia nazista durante as décadas de 1920 e 1930, e a principal oposição cristã ao nazismo na Alemanha veio da igreja. Os bispos alemães alertaram os católicos contra o racismo nazi antes da ascensão de Hitler, e algumas dioceses proibiram a filiação ao Partido Nazista. A imprensa católica condenou o nazismo. John Cornwell escreveu sobre o início do período nazista:
No início da década de 1930, o Partido do Centro Alemão, os bispos católicos alemães e a mídia católica foram principalmente sólidos em sua rejeição ao nacional-socialismo. Eles negaram aos nazistas os sacramentos e os enterros na igreja, e jornalistas católicos criticaram o nacional-socialismo diariamente nos 400 jornais católicos da Alemanha. A hierarquia instruiu os padres a combater o nacional-socialismo em nível local sempre que ele atacasse o cristianismo.
O Cardeal Faulhaber ficou horrorizado com o totalitarismo, o neopaganismo e o racismo do nazismo e, como Arcebispo de Munique e Freising, contribuiu para o fracasso do Putsch da Cervejaria de 1923. A Conferência Episcopal de Colônia condenou o nazismo no início de 1931, seguida pelos bispos de Paderborn e Freiburg. Com a hostilidade contínua da imprensa católica e do Partido do Centro em relação aos nazistas, poucos católicos votaram nos nazistas antes da tomada do poder pelo partido em 1933. Contudo, tal como em outras igrejas alemãs, alguns clérigos e leigos apoiaram a administração nazista.
Cinco políticos do Partido de Centro foram o Chanceler da Alemanha de Weimar, Constantin Fehrenbach, Joseph Wirth, Wilhelm Marx, Heinrich Brüning e Franz von Papen. Com a Alemanha enfrentando a Grande Depressão, Brüning foi nomeado chanceler por Hindenburg e foi ministro das Relações Exteriores pouco antes de Hitler chegar ao poder. Embora tenha sido nomeado para formar um ministério mais conservador em 28 de março de 1930, ele não tinha maioria no Reichstag. Em 16 de julho, incapaz de aprovar pontos-chave de sua agenda, Brüning invocou o Artigo 48 da constituição; ele dissolveu o Reichstag dois dias depois. Novas eleições foram marcadas para setembro; a representação comunista e nazista aumentou muito, acelerando a guinada da Alemanha em direção a uma ditadura de direita. Brüning apoiou Hindenburg contra Hitler na eleição presidencial de 1932, mas perdeu o apoio de Hindenburg como chanceler e renunciou em maio daquele ano. O secretário de Estado do Vaticano, Eugenio Pacelli, Ludwig Kaas e muitos católicos alemães estavam preocupados com a dependência de Brüning dos social-democratas para a sobrevivência política, e Brüning nunca perdoou Pacelli pelo que ele viu como uma traição à tradição política católica.

#### Anticomunismo
A oposição de Karl Marx à religião colocou os movimentos comunistas contra a igreja, que denunciou o comunismo com a encíclica Rerum novarum doPapa Leão XIII, de maio de 1891. A igreja temia a conquista comunista (ou revolução) na Europa. Os cristãos alemães ficaram alarmados com o ateísmo marxista-leninista militante que se instalou na Rússia após a revolução de 1917, um esforço sistemático para erradicar o cristianismo. Os seminários foram fechados e a educação religiosa foi criminalizada; em 1922, os bolcheviques prenderam o Patriarca Tikhon de Moscou.
Os comunistas, inicialmente liderados pelo moderado Kurt Eisner, alcançaram brevemente o poder na Baviera em 1919. A revolta foi então tomada pelo radical Eugen Leviné, que ajudou a estabelecer a República Soviética da Baviera. Esta breve e violenta experiência em Munique galvanizou o sentimento antimarxista e antissemita entre a população maioritariamente católica de Munique, e o movimento nazi surgiu. Hitler e os nazistas ganharam apoio como um baluarte contra o comunismo. Como núncio apostólico, Eugenio Pacelli (mais tarde Pio XII) estava em Munique durante a revolta espartaquista de janeiro de 1919. Os comunistas invadiram a sua residência em busca do seu carro — uma experiência que contribuiu para a desconfiança de Pacelli em relação ao comunismo ao longo da vida. Muitos católicos sentiam-se ameaçados pela possibilidade de um socialismo radical impulsionado, segundo eles, por uma conspiração de judeus e ateus. De acordo com Robert Ventresca, "Depois de testemunhar a turbulência em Munique, Pacelli reservou suas críticas mais duras para Kurt Eisner". Pacelli viu Eisner, um socialista radical ateu com laços com niilistas russos, como a personificação da revolução na Baviera: "Além disso, Pacelli disse a seus superiores, Eisner era um judeu galego. Uma ameaça à vida religiosa, política e social da Baviera". Anton Braun, num sermão amplamente divulgado em Dezembro de 1918, chamou Eisner de "judeu vulgar" e à sua administração de "bando de judeus descrentes". Pio XI opôs-se ao comunismo europeu na sua encíclica de 1937, Divini Redemptoris.

### Visões nazistas sobre o catolicismo
O nazismo não podia aceitar a existência de um estabelecimento autónomo cuja legitimidade não proviesse do governo e desejava a subordinação da Igreja ao Estado. Embora o Artigo 24 da plataforma do partido NSDAP apelasse à tolerância condicional das denominações cristãs e o Reichskonkordat com o Vaticano tenha sido assinado em 1933 (supostamente garantindo a liberdade religiosa aos católicos), Hitler considerava a religião fundamentalmente incompatível com o nazismo.  A sua hostilidade à igreja indicou aos seus subordinados que a continuação do Kirchenkampf seria encorajada. 
Muitos nazistas suspeitavam que os católicos eram desleais à Alemanha e também suspeitavam que os católicos também apoiavam "forças alienígenas sinistras". William L. Shirer escreveu: "Sob a liderança de Rosenberg, Bormann e Himmler — apoiados por Hitler — o regime nazista pretendia destruir o cristianismo na Alemanha, se pudesse, e substituí-lo pelo antigo paganismo dos primeiros deuses tribais germânicos e pelo novo paganismo dos extremistas nazistas." O anticlericalismo era forte entre os ativistas do partido de base.

#### Hitler

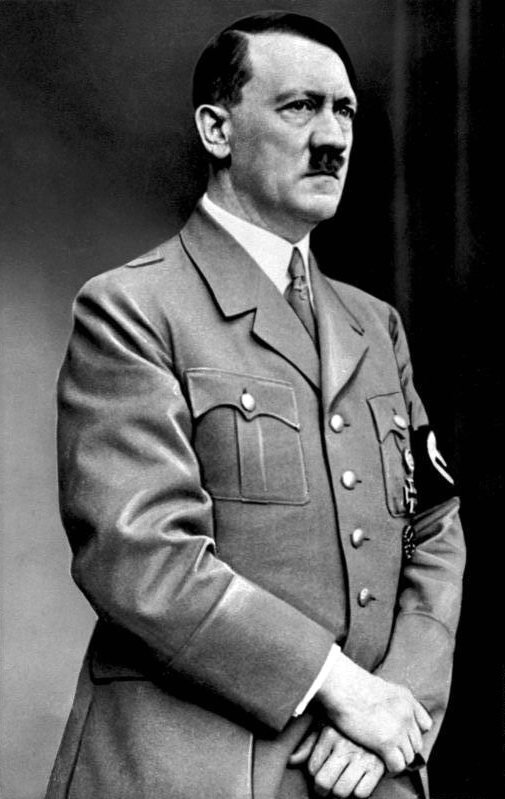
Embora Adolf Hitler tenha sido criado como católico, ele passou a desprezar a religião

Hitler manteve algum respeito pelo poder organizacional da igreja, mas desprezava os seus ensinamentos centrais, que "significariam o cultivo sistemático do fracasso humano". Consciente de que o kulturkampf de Bismarck na década de 1870 foi derrotado pelo Partido do Centro, ele acreditava que o nazismo só poderia ter sucesso se o catolicismo político e suas redes democráticas fossem eliminados. Elementos conservadores, como o corpo de oficiais, opuseram-se à perseguição nazista às igrejas.

Embora Hitler tenha dito ocasionalmente que queria atrasar a luta da igreja e que estava preparado para conter o seu anticlericalismo, os seus comentários inflamados aos membros do seu círculo íntimo encorajaram-nos a continuar a sua batalha com as igrejas. Ele disse que a ciência destruiria os últimos vestígios de superstição e que o nazismo e a religião não poderiam coexistir a longo prazo. A Alemanha não podia tolerar influências estrangeiras como o Vaticano, e os padres eram “insetos pretos” e “abortos em batinas pretas”.
Aos olhos de Hitler, o cristianismo era uma religião adequada apenas para escravos; ele detestava sua ética em particular. Seu ensinamento, ele declarou, era uma rebelião contra a lei natural da seleção pela luta e a sobrevivência do mais apto.  – Hitler: A Study in Tyranny, Alan Bullock.

#### Goebbels

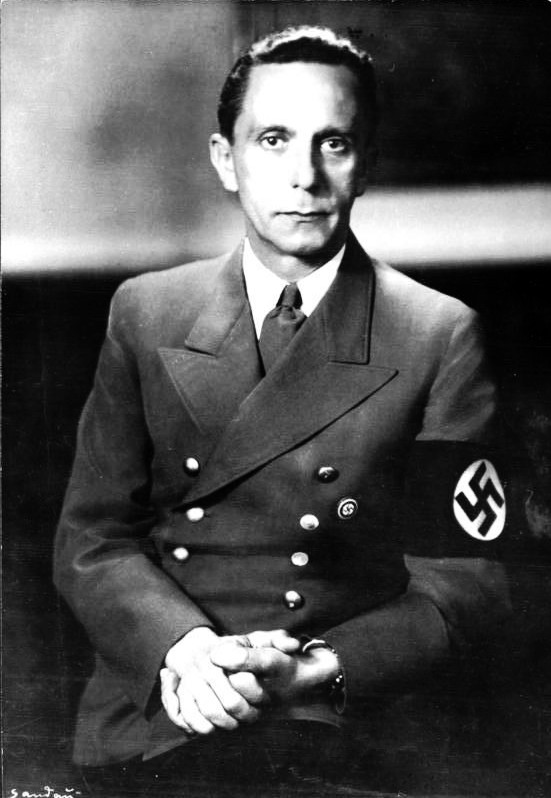
O ministro da propaganda nazista Joseph Goebbels liderou a perseguição ao clero católico na Alemanha.

O Ministro da Propaganda Joseph Goebbels estava entre os radicais anti-igreja mais agressivos e priorizou o conflito com as igrejas. Nascido numa família católica, tornou-se um dos antissemitas mais implacáveis do governo. Sobre a "Questão da Igreja", ele escreveu: "depois da guerra, ela tem que ser resolvida de forma geral.... Existe, nomeadamente, uma oposição insolúvel entre a visão de mundo cristã e a visão de mundo heróico-alemã." Goebbels liderou a perseguição ao clero católico.

#### Himmler e Heydrich
Heinrich Himmler e Reinhard Heydrich lideraram as forças de segurança nazistas e foram os principais arquitetos da Solução Final. Eles consideravam os valores cristãos os inimigos do nazismo e "eternamente os mesmos", escreveu Heydrich: "o judeu, o maçom e o clérigo politicamente orientado". Heydrich considerava o cristianismo e o individualismo liberal o resíduo de características raciais herdadas, de origem biológica aos judeus (que devem ser exterminados). Himmler opôs-se veementemente à moral sexual cristã e ao "princípio da misericórdia cristã", que ele via como um obstáculo à sua batalha contra os "subumanos". Em 1937, ele escreveu:
Vivemos em uma era de conflito final com o cristianismo. Faz parte da missão da SS dar ao povo alemão, no próximo meio século, as fundações ideológicas não cristãs sobre as quais liderar e moldar suas vidas. Esta tarefa não consiste somente em superar um oponente ideológico, mas deve ser acompanhada a cada passo por um ímpeto positivo: neste caso, isso significa a reconstrução da herança alemã no sentido mais amplo e abrangente. – Heinrich Himmler, 1937
Himmler via a principal tarefa da sua organização Schutzstaffel (SS) como "agir como vanguarda na superação do cristianismo e na restauração de um modo de vida 'germânico'" para se preparar para o conflito que se aproximava entre "humanos e subumanos"; embora o movimento nazi se opusesse aos judeus e aos comunistas, "ao ligar a descristianização à regermanização, Himmler tinha fornecido à SS um objectivo e um propósito próprios" e fez dela um "culto dos teutões".

#### Bormann

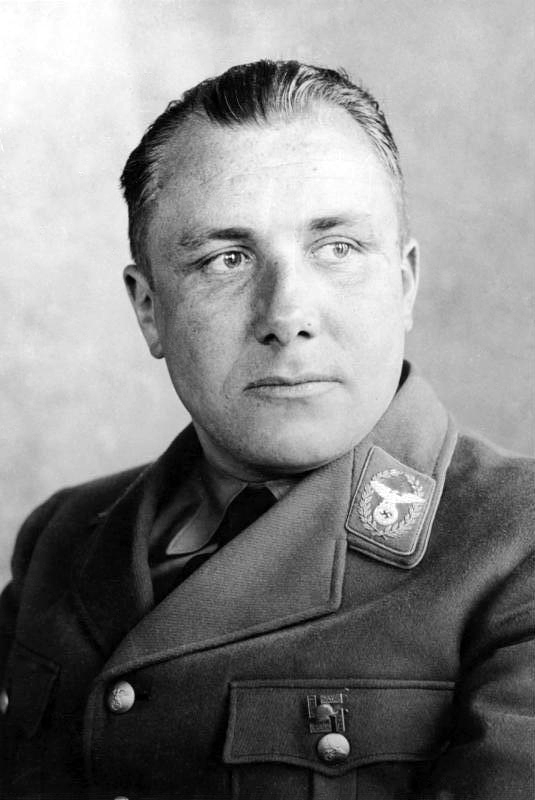
Martin Bormann, secretário particular de Hitler, foi um dos principais defensores do anticlericalismo.

Martin Bormann, que se tornou secretário particular de Hitler em 1941, era um militante radical anti-igreja e detestava as origens semíticas do cristianismo. Quando o bispo de Munster liderou o protesto público contra a eutanásia nazista, Bormann pediu que ele fosse enforcado.  Em 1941, ele disse que “o nacional-socialismo e o cristianismo são irreconciliáveis”.

#### Rosenberg

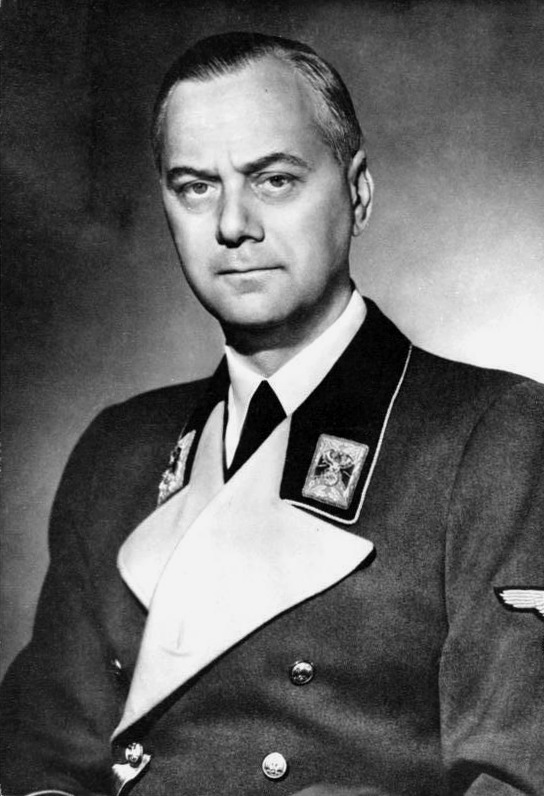
O ideólogo nazista Alfred Rosenberg desprezava o cristianismo.

Em janeiro de 1934, Hitler nomeou Alfred Rosenberg como líder cultural e educacional do Reich. Um neopagão, o notoriamente anticatólico Rosenberg foi editor do Völkischer Beobachter. Em 1924, Hitler escolheu-o para supervisionar o movimento nazi enquanto estava na prisão (possivelmente porque não era adequado para a tarefa e era improvável que se tornasse um rival). Em O Mito do Século XX (1930), Rosenberg descreveu a Igreja Católica como um inimigo primário do nazismo. Ele propôs substituir o cristianismo tradicional pelo neopagão “mito do sangue”: 
Autoridades da Igreja ficaram perturbadas com a nomeação de Rosenberg e o apoio de Hitler à filosofia antijudaica, anticristã e neopagã de Rosenberg. O Vaticano ordenou ao seu Santo Ofício que colocasse O Mito do Século XX no seu Index Librorum Prohibitorum em 7 de Fevereiro de 1934. Rosenberg teria tido pouca ou nenhuma influência nas decisões do governo e foi marginalizado; Hitler chamou seu livro de "derivado, pastiche, lixo ilógico".

#### Kerrl

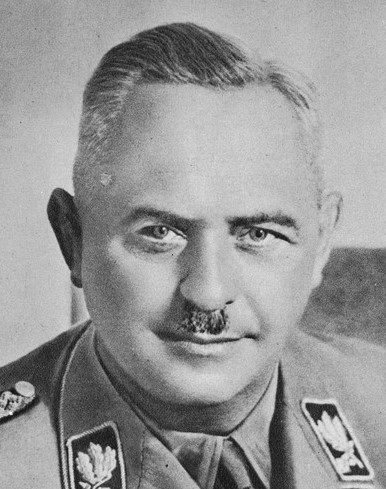
Hanns Kerrl foi o de Reichsminister de Assuntos da Igreja. Deveria mediar entre os líderes nazistas que odiavam o cristianismo e as próprias igrejas e enfatizar o aspecto religioso da ideologia nazista. Por outro lado, em sintonia com a política de Gleichschaltung.

Após o fracasso de Ludwig Müller em unir os protestantes em torno do Partido Nazista em 1933, Hitler nomeou seu amigo Hanns Kerrl como ministro de assuntos da Igreja em 1935. O relativamente moderado Kerrl confirmou a hostilidade nazista ao cristianismo em um discurso durante uma fase intensa do Kirchenkampf:
O Partido se baseia no Cristianismo Positivo, e o Cristianismo positivo é Nacional-Socialismo... O Nacional-Socialismo é fazer a vontade de Deus... A vontade de Deus se revela no sangue alemão... O Dr. Zoellner e o Conde Galen tentaram me deixar claro que o Cristianismo consiste na fé em Cristo como o filho de Deus. Isso me faz rir... Não, o Cristianismo não depende do Credo dos Apóstolos... O verdadeiro Cristianismo é representado pelo partido, e o povo alemão agora é chamado pelo partido e especialmente pelo Fuehrer para um Cristianismo real... o Fuehrer é o arauto de uma nova revelação. – Hanns Kerrl, 1937

## História

### Os nazistas tomam o poder

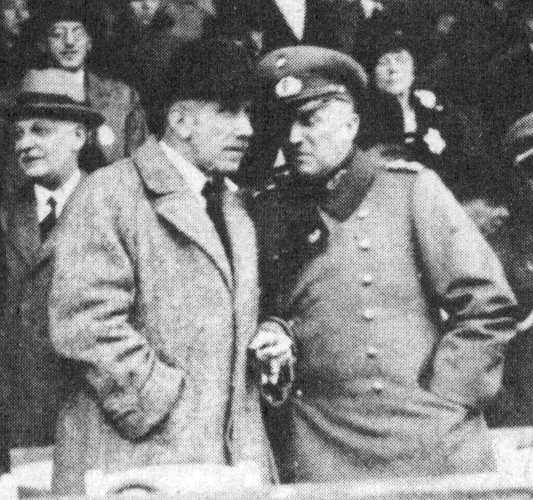
Chanceler Franz von Papen (à esquerda) com seu eventual sucessor, o Ministro da Defesa Kurt von Schleicher

Hitler envolveu-se com o incipiente Partido Nazista após a Primeira Guerra Mundial. Ele deu o tom violento do movimento desde o início, formando a Sturmabteilung (SA) paramilitar. A Baviera católica se ressentia do governo protestante de Berlim; embora Hitler inicialmente tenha visto sua revolução como um meio de chegar ao poder, uma tentativa inicial foi infrutífera. Preso após o Putsch da Cervejaria de Munique em 1923, ele usou o tempo para produzir Mein Kampf; ele alegou que uma ética judaico-cristã efeminada estava enfraquecendo a Europa, e a Alemanha precisava de um homem de ferro para se restaurar e construir um império. Hitler decidiu perseguir o poder através de meios “legais”.

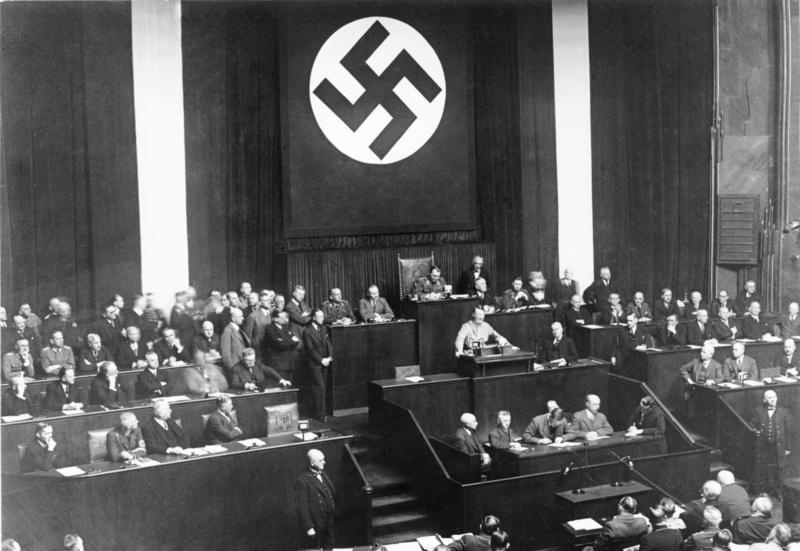
Hitler discursando no Reichstag em 23 de março de 1933

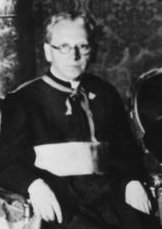
“Agarrado à crença nas promessas de Hitler”, o líder do Partido do Centro, Ludwig Kaas, anunciou em 23 de março de 1933 que seu partido apoiaria a Lei de Concessão de Hitler.

Após a crise de Wall Street em 1929, os nazistas e os comunistas obtiveram ganhos substanciais nas eleições federais de 1930. Os maiores ganhos dos nazis verificaram-se nas cidades rurais protestantes do norte; as áreas católicas permaneceram leais ao Partido do Centro. Os nazis e os comunistas comprometeram-se a eliminar a democracia e partilharam mais de 50 por cento dos assentos do Reichstag. O sistema político da Alemanha dificultava que os chanceleres governassem com uma maioria parlamentar estável, e os chanceleres dependiam de poderes presidenciais de emergência. De 1931 a 1933, os nazis combinaram tácticas de terror com campanhas convencionais; Hitler percorreu o país por via aérea enquanto as tropas da SA desfilavam nas ruas, espancavam os seus adversários e interrompeam as suas reuniões. Não havia nenhum partido liberal de classe média forte o suficiente para bloquear os nazistas. Os sociais-democratas eram um partido sindical conservador com liderança ineficaz; o Partido do Centro manteve seu bloco de votação, mas estava preocupado em defender seus próprios interesses, e os comunistas se envolveram em violentos confrontos de rua com os nazistas. Moscovo tinha ordenado ao Partido Comunista que desse prioridade à destruição dos Social-democratas, considerando-os mais perigosos do que a direita alemã, que fez de Hitler seu parceiro num governo de coligação.
A coligação desenvolveu-se lentamente; Heinrich Brüning, do Partido do Centro, chanceler de 1930 a 1932, não conseguiu chegar a um acordo com Hitler e governou com o apoio do presidente e do exército, em vez do parlamento. Com o apoio de Kurt von Schleicher e a aprovação de Hitler, Paul von Hindenburg, de 84 anos (um monarquista conservador), nomeou o monarquista católico Franz von Papen para substituir Brüning como chanceler em junho de 1932. Papen foi ativo no ressurgimento da Frente de Harzburg de direita, e rompeu com o Partido do Centro. Ele esperava, em última análise, superar Hitler.
Após as eleições federais de julho de 1932, os nazistas eram o maior partido no Reichstag. Hitler retirou seu apoio a Papen e exigiu a chancelaria; Hindenburg recusou. Os nazis abordaram o Partido do Centro para formar uma coligação, mas não foi alcançado nenhum acordo. Papen dissolveu o Parlamento e o voto nazista diminuiu nas eleições federais de novembro de 1932. Hindenburg nomeou Schleicher como chanceler, e o ofendido Papen chegou a um acordo com Hitler. Hindenburg nomeou Hitler chanceler em 30 de janeiro de 1933, em uma coalizão entre os nazistas e o DNVP. Papen serviria como vice-chanceler em um gabinete de maioria conservadora, acreditando erroneamente que poderia "domesticar" Hitler. Papen se manifestou contra os excessos nazistas e escapou por pouco da morte na Noite das Facas Longas, quando deixou de criticar abertamente o governo de Hitler. Os católicos alemães acolheram a tomada do poder pelos nazis com apreensão, uma vez que o clero líder vinha alertando sobre o nazismo há anos. Iniciou-se uma perseguição ameaçadora, embora esporádica no início, à Igreja Católica na Alemanha.

### A Lei de Concessão
Os nazistas começaram a suspender as liberdades civis e a eliminar a oposição política após o incêndio do Reichstag, excluindo os comunistas do Reichstag. Nas eleições federais de março de 1933, nenhum partido obteve a maioria; Hitler exigiu os votos do Reichstag do Partido do Centro e dos Conservadores. Ele disse ao Reichstag em 23 de março que o cristianismo positivo era o "fundamento inabalável da vida moral e ética do nosso povo", prometendo não ameaçar as igrejas ou instituições estatais se lhe fossem concedidos poderes plenários. Com a negociação e intimidação típicas, os nazis apelaram ao Partido do Centro de Ludwig Kaas e aos outros partidos do Reichstag para votarem a favor da Lei de Concessão em 24 de Março de 1933. A lei daria a Hitler a liberdade de agir sem consentimento parlamentar ou limitações constitucionais.
Hitler levantou a possibilidade de cooperação amigável, prometendo não ameaçar o Reichstag, o presidente, os estados ou as igrejas se recebesse poderes de emergência. Com os paramilitares nazistas cercando o edifício, ele disse: "Cabe a vocês, senhores do Reichstag, decidir entre a guerra e a paz". Hitler ofereceu a Kaas uma garantia verbal de manutenção do Partido de Centro e autonomia para a igreja e suas instituições educacionais e culturais. O Partido do Centro, prometendo não interferir na religião, juntou-se aos conservadores no apoio ao acto; apenas os sociais-democratas se opuseram. O partido, o Partido Popular da Baviera e outros grupos “votaram pela sua própria emasculação na esperança paradoxal de salvarem assim a sua existência”. Hitler começou imediatamente a abolir os poderes dos estados e desmantelou partidos e organizações políticas não-nazis. O ato permitiu que Hitler e seu gabinete governassem por decreto de emergência por quatro anos, embora Hindenburg permanecesse presidente. Não infringiu o poder presidencial, e Hitler não alcançaria o poder ditatorial total até a morte de Hindenburg em agosto de 1934. Até então, Hindenburg permaneceu comandante e chefe das forças armadas e manteve o poder de negociar tratados estrangeiros. Em 28 de Março, a Conferência Episcopal Alemã reviu condicionalmente a proibição de filiação ao Partido Nazi.
Durante o inverno e a primavera de 1933, Hitler ordenou a demissão em massa dos funcionários públicos católicos; o líder dos sindicatos católicos foi espancado pelos camisas-pardas, e um político católico procurou proteção depois que soldados da SA feriram vários de seus seguidores em um comício. Hitler então pediu uma reorganização das relações entre Igreja e Estado; em junho, milhares de membros do Partido de Centro estavam encarcerados em campos de concentração. Dois mil funcionários do Partido Popular da Baviera foram detidos pela polícia no final de junho de 1933, e o partido deixou de existir no início de julho. Na falta de apoio eclesiástico público, o Partido do Centro também se dissolveu em 5 de julho. Os partidos não-nazistas foram formalmente proibidos em 14 de Julho, quando o Reichstag abdicou das suas responsabilidades democráticas.

### A Reichskonkordat
A igreja concluiu dezoito concordatas, começando na década de 1920, sob Pio XI, para salvaguardar seus direitos institucionais. Peter Hebblethwaite observou que os tratados não tiveram sucesso: "A Europa estava a entrar num período em que tais acordos eram considerados meros pedaços de papel". O Reichskonkordat foi assinado em 20 de julho de 1933 e ratificado em setembro daquele ano; continua em vigor. O acordo foi uma extensão dos concordatos existentes com a Prússia e a Baviera pelo núncio Eugenio Pacelli, incluindo um concordato estadual de 1924 com a Baviera. Foi "mais uma rendição do que qualquer outra coisa: envolveu o suicídio do Partido do Centro...". Assinado por Hindenburg e Papen, ele concretizou um desejo da igreja desde o início da República de Weimar de garantir uma concordata nacional. As violações alemãs do tratado começaram quase imediatamente; embora a igreja protestasse repetidamente, ela preservou laços diplomáticos com o governo nazista.

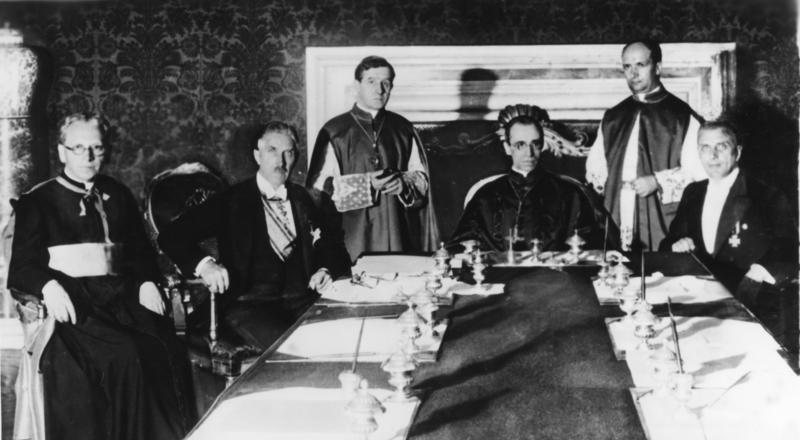
Eugenio Pacelli (sentado, centro) na assinatura do Reichskonkordat em Roma (da esquerda para a direita) Ludwig Kaas, Franz von Papen, Giuseppe Pizzardo, Alfredo Ottaviani e Rudolf Buttmann

De 1930 a 1933, a igreja teve sucesso limitado nas negociações com sucessivos governos alemães; um tratado federal, no entanto, foi ilusório. Os políticos do Partido do Centro pressionaram por uma concordata com a República de Weimar. Pacelli tornou-se Secretário de Estado do Vaticano responsável pela política externa global da Igreja em fevereiro de 1930 e continuou a trabalhar em direção ao "grande objetivo" de um tratado com a Alemanha. O Vaticano estava ansioso por chegar a um acordo com o novo governo, apesar da "contínua molestação do clero católico e de outros ultrajes cometidos pelos nazis contra a Igreja e as suas organizações". Quando Papen e o embaixador Diego von Bergen se encontraram com Pacelli no final de junho de 1933, encontraram-no “visivelmente influenciado” por relatos de ações contra os interesses católicos alemães. Hitler queria acabar com toda a vida política católica; a igreja queria a protecção das suas escolas e organizações, o reconhecimento do direito canónico relativo ao casamento e o direito papal de escolher bispos. Papen foi escolhido pelo novo governo para negociar com o Vaticano, e os bispos anunciaram em 6 de abril que as negociações sobre uma concordata começariam em Roma. Alguns críticos católicos dos nazistas emigraram, incluindo Waldemar Gurian, Dietrich von Hildebrand e Hans Ansgar Reinhold. Hitler começou a promulgar leis restringindo a movimentação de fundos (tornando impossível para os católicos alemães enviarem dinheiro para missionários), restringindo instituições religiosas e educação, e exigindo a presença nas funções da Juventude Hitlerista nas manhãs de domingo.
Papen foi a Roma em 8 de abril. O presidente cessante do Partido do Centro, Ludwig Kaas, que chegou a Roma pouco antes dele, negociou um projeto com ele em nome de Pacelli. A concordata prolongou a estadia de Kaas em Roma, deixando seu partido sem um presidente; ele renunciou ao cargo em 5 de maio, e o partido elegeu Heinrich Brüning sob crescente pressão da campanha nazista de Gleichschaltung. Os bispos viram um rascunho em 30 de maio de 1933 quando se reuniram para uma reunião conjunta das conferências de Fulda (liderada pelo cardeal Bertram de Breslau) e da Baviera (liderada por Michael von Faulhaber de Munique). Wilhelm Berning de Osnabrück e o Arcebispo Conrad Grober de Freiburg apresentaram o documento aos bispos. Semanas de crescente violência anticatólica precederam a conferência, e muitos bispos temiam pela segurança da igreja se as exigências de Hitler não fossem atendidas. Os críticos mais fortes da concordata foram o cardeal Karl Schulte, de Colônia, e o bispo Konrad von Preysing, de Eichstätt. Eles observaram que a Lei Habilitante estabeleceu uma quase ditadura e que a igreja não tinha recursos legais se Hitler decidisse desconsiderar a concordata. Os bispos aprovaram o rascunho e delegaram Grober para apresentar suas preocupações a Pacelli e Kaas.
Em 14 de julho de 1933, o governo de Weimar aceitou o Reichskonkordat. Foi assinado seis dias depois por Pacelli pelo Vaticano e von Papen pela Alemanha; Hindenburg então assinou, e foi ratificado em setembro. O Artigo 16 exigia que os bispos fizessem um juramento de lealdade ao estado; o Artigo 31 reconhecia que, embora a igreja continuasse a patrocinar organizações de caridade, ela não apoiaria organizações ou causas políticas. O Artigo 32 deu a Hitler o que ele queria: a exclusão do clero e dos membros de ordens religiosas da política. De acordo com Guenter Lewy, no entanto, membros do clero poderiam teoricamente se juntar (ou permanecer) no Partido Nazista sem violar a disciplina da igreja: "Uma portaria da Santa Sé proibindo padres de serem membros de um partido político nunca foi um problema;... o movimento que sustenta o estado não pode ser equiparado aos partidos políticos do estado parlamentar multipartidário no sentido do Artigo 32." O governo proibiu novos partidos políticos, transformando a Alemanha num estado de partido único.
A Reichskonkordat significava a aceitação internacional do governo de Hitler. Robert Ventresca escreveu que isso deixou os católicos alemães sem "oposição eleitoral significativa aos nazistas", e os "benefícios e a alardeada entente diplomática [do Reichskonkordat] com o estado alemão não eram claros nem certos". Segundo Paul O'Shea, Hitler teve um "flagrante desrespeito" pelo acordo; a sua assinatura foi, para ele, o primeiro passo na "supressão gradual da Igreja Católica na Alemanha". Hitler disse em 1942 que via o Reichskonkordat como obsoleto, pretendia aboli-lo após a guerra e hesitou em retirar o representante da Alemanha do Vaticano apenas por "razões militares relacionadas com a guerra" O Papa Pio XI emitiu Mit brennender Sorge, sua encíclica de 1937, quando as violações do tratado nazista escalaram para a violência física. , embora ele provavelmente estivesse ciente do facto de que apenas alguns anos antes da guerra, em 1933, pelo menos 40% de todos os alemães eram católicos, tornando politicamente desagradável iniciar um conflito público e aberto com o Vaticano e que tinha levado ao Reichskonkordat em primeiro lugar.

### Perseguição

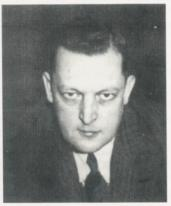
Adalbert Probst, diretor nacional da Associação Desportiva Juvenil Católica, foi assassinado durante a Noite das Facas Longas

Uma perseguição ameaçadora, mas inicialmente esporádica, à igreja seguiu-se à tomada do poder pelos nazistas. Os nazistas reivindicavam jurisdição sobre todas as actividades colectivas e sociais, interferindo na educação católica, nos grupos de jovens, nos clubes de trabalhadores e nas sociedades culturais. "Na última parte da década de trinta, os oficiais da igreja estavam bem cientes de que o objetivo final de Hitler e outros nazistas era a eliminação total do catolicismo e da religião cristã. Como a grande maioria dos alemães era católica ou protestante, esse objetivo era um objetivo nazista de longo prazo, e não de curto prazo". Hitler agiu rapidamente para eliminar o catolicismo político, e os nazistas prenderam milhares de membros do Partido do Centro. O governo do Partido Popular da Baviera foi derrubado por um golpe nazista em 9 de março de 1933, e a dissolução do Partido do Centro no início de julho deixou a Alemanha sem um partido católico pela primeira vez; o Reichskonkordat proibiu o clero de participar da política. Anton Gill escreveu que "com a sua habitual técnica irresistível e intimidatória", Hitler procedeu a "tomar uma milha onde lhe tinham dado uma polegada" e fechou todas as instituições católicas cujas funções não eram estritamente religiosas: 
Rapidamente ficou claro que [Hitler] pretendia aprisionar os católicos, por assim dizer, em suas próprias igrejas. Eles poderiam celebrar a missa e manter seus rituais o quanto quisessem, mas não poderiam ter nada a ver com a sociedade alemã de outra forma. Escolas e jornais católicos foram fechados, e uma campanha de propaganda contra os católicos foi lançada.  – Anton Gill, ''An Honourable Defeat'' 
Os nazistas promulgaram a Lei para a Prevenção de Descendência com Doenças Hereditárias, uma lei de esterilização que era ofensiva à igreja, pouco antes do Reichskonkordat ser assinado. Dias depois, teve início a dissolução da Liga da Juventude Católica. Os católicos políticos foram alvos do expurgo da Noite das Facas Longas de 1934: o chefe da Ação Católica, Erich Klausener, o redator de discursos e conselheiro de Papen, Edgar Jung (também um trabalhador da Ação Católica), e o diretor nacional da Associação Esportiva da Juventude Católica, Adalbert Probst; o ex-chanceler do Partido do Centro, Heinrich Brüning, escapou por pouco da morte. William Shirer escreveu que o povo alemão não se incomodou com a perseguição nazista à igreja. A maioria não foi levada a enfrentar a morte ou a prisão pela liberdade de culto. Impressionados com os primeiros sucessos de Hitler na política externa e com a restauração da economia alemã, poucos "pararam para refletir que os nazistas pretendiam destruir o cristianismo na Alemanha e substituí-lo pelo antigo paganismo dos deuses tribais germânicos e pelo novo paganismo dos extremistas nazistas". O sentimento antinazista cresceu nos círculos católicos à medida que o governo aumentava a sua repressão.

#### Clero
Clérigos, membros de ordens religiosas masculinas e femininas e líderes leigos começaram a ser alvos. Milhares de pessoas foram presas, muitas vezes sob acusações forjadas de contrabando de moeda ou de “imoralidade”. Os padres eram vigiados de perto e denunciados, presos e enviados para campos de concentração. Em 1940, um quartel do clero foi estabelecido em Dachau. A intimidação do clero era generalizada; o cardeal Michael von Faulhaber foi baleado, o cardeal Theodor Innitzer teve sua residência em Viena saqueada em outubro de 1938, e o bispo Joannes Baptista Sproll de Rottenburg foi agredido e sua casa vandalizada. A propaganda satirizando o clero incluía a peça de Anderl Kern, O Último Camponês. Sob Reinhard Heydrich e Heinrich Himmler, a Sicherheitspolizei e a Sicherheitsdienst suprimiram inimigos internos e externos do estado; entre eles estavam as "igrejas políticas" (como o luteranismo e o catolicismo) que se opunham a Hitler. Os dissidentes foram presos e enviados para campos de concentração. Na campanha de 1936 contra mosteiros e conventos, as autoridades acusaram 276 membros de ordens religiosas de “homossexualidade”; os julgamentos de padres, monges, irmãos leigos e freiras por “imoralidade” atingiram o pico em 1935-36. Protestos contra os julgamentos-espectáculo foram organizados nos Estados Unidos, incluindo uma petição em Junho de 1936 assinada por 48 clérigos (incluindo rabinos e pastores protestantes). Winston Churchill escreveu com desaprovação na imprensa britânica sobre o tratamento dado pela Alemanha aos "judeus, protestantes e católicos da Alemanha".
Como os clérigos mais antigos podiam contar com o apoio popular, o governo teve de considerar a possibilidade de protestos a nível nacional. Embora centenas de padres e membros de ordens monásticas tenham sido enviados para campos de concentração durante a era nazista, apenas um bispo foi internado por um breve período; outro foi expulso de sua diocese. Em 1940, a Gestapo iniciou uma intensa perseguição aos mosteiros. O líder espiritual provincial e da resistência alemã da Província Dominicana de Teutônia, Laurentius Siemer, foi influente no Comitê para Assuntos Relativos às Ordens, que se formou em resposta aos ataques nazistas aos mosteiros católicos para encorajar os bispos a se oporem ao regime de forma mais eficaz. Clemens ago  Graf von Galen e Konrad von Preysing tentaram proteger os padres da prisão.

#### Imprensa

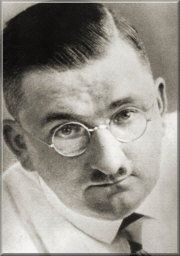
Fritz Gerlich, editor do semanário católico de Munique, foi assassinado durante a Noite das Facas Longas

A imprensa católica da Alemanha enfrentou censura e fechamento. Em março de 1941, Joseph Goebbels proibiu a imprensa da igreja devido à "escassez de papel". Em 1933, os nazistas estabeleceram uma Câmara de Autoria do Reich e uma Câmara de Imprensa do Reich sob a Câmara Cultural do Reich do Ministério da Propaganda. Escritores dissidentes foram aterrorizados, e a Noite das Facas Longas de 1934 foi o ápice dessa campanha inicial. Fritz Gerlich, editor do semanário católico de Munique Der Gerade Weg, foi morto por suas críticas aos nazistas; o escritor e teólogo Dietrich von Hildebrand foi forçado a fugir da Alemanha. O poeta Ernst Wiechert protestou contra as atitudes do governo em relação às artes, chamando-as de "assassinato espiritual"; ele foi preso e internado em Dachau. Centenas de prisões e o fechamento de imprensas católicas seguiram Mit brennender Sorge, a encíclica antinazista de Pio XI. Nikolaus Gross, um sindicalista e jornalista cristão, foi beatificado pelo Papa João Paulo II em 2001. Declarado inimigo do estado em 1938, seu jornal foi fechado. Gross foi preso como parte da conspiração de 20 de julho e executado em 23 de janeiro de 1945.

#### Educação
Em 1933, o superintendente escolar nazista de Munster emitiu um decreto que determinava que a instrução religiosa fosse combinada com a discussão do "poder desmoralizante" do "povo de Israel". O bispo Clemens von Galen de Münster recusou, dizendo que a interferência no currículo violava o Reichskonkordat e que as crianças ficariam confusas sobre sua "obrigação de agir com caridade para com todos os homens" e a missão histórica do povo de Israel. Os nazistas retiraram os crucifixos das escolas em 1936, e um protesto de Galeno levou a uma manifestação pública. Hitler pressionou os pais a retirarem as crianças das aulas religiosas para instrução ideológica; nas escolas de elite nazis, as orações cristãs foram substituídas por rituais teutónicos e adoração ao sol. Os jardins de infância da igreja foram fechados, e os programas de assistência social católicos foram restringidos porque ajudavam os "racialmente inaptos". Os pais foram coagidos a tirar seus filhos das escolas católicas. Os cargos de ensino da Baviera, anteriormente atribuídos às freiras, foram entregues a professores seculares, e as escolas denominacionais tornaram-se "escolas comunitárias". Em 1937, as autoridades da Alta Baviera tentaram substituir as escolas católicas por “escolas comuns”; o Cardeal Faulhaber resistiu. Em 1939, todas as escolas católicas foram fechadas ou convertidas em instalações públicas.

#### Anticlericalismo
No final de 1935, o bispo Clemens ago  Graf von Galen de Münster pediu uma carta pastoral conjunta protestando contra uma "guerra clandestina" contra a igreja. A hierarquia da Igreja estava desiludida no início de 1937; Pio XI publicou sua encíclica Mit brennender Sorge em março, acusando o governo de violar o Reichskonkordat e semear o " joio da suspeita, discórdia, ódio, calúnia, de hostilidade fundamental secreta e aberta a Cristo e Sua Igreja". Os nazistas intensificaram a perseguição no mês seguinte. Goebbels observou em seu diário ataques verbais intensos de Hitler ao clero, escrevendo que Hitler havia aprovado "julgamentos de imoralidade" forjados do clero e uma campanha de propaganda anti-igreja. O ataque de Goebbels incluiu um “julgamento moral” de 37 franciscanos. Seu Ministério da Propaganda pressionou as igrejas a expressarem apoio à Segunda Guerra Mundial, e a Gestapo proibiu as reuniões da igreja por várias semanas. Durante os primeiros meses da guerra, as igrejas obedeceram; não foram emitidas denúncias da invasão da Polónia ou da Blitzkrieg. Os bispos disseram: "Apelamos aos fiéis para que se unam em orações ardentes para que a providência de Deus possa levar esta guerra ao sucesso abençoado para a Pátria e o povo." Reinhard Heydrich determinou que o apoio dos líderes da igreja não poderia ser esperado devido à natureza de suas doutrinas e internacionalismo, no entanto, e queria prejudicar as atividades políticas clericais. Ele elaborou medidas para restringir as operações da igreja sob o pretexto de exigências de guerra, como a redução de recursos disponíveis para as editoras da igreja com base no racionamento e a proibição de peregrinações e grandes reuniões da igreja devido a dificuldades de transporte. As igrejas foram fechadas por estarem “muito longe dos abrigos antiaéreos”; os sinos foram derretidos e as prensas foram fechadas.
O ataque da Alemanha às igrejas se expandiu com a guerra de 1941 na Frente Oriental. Mosteiros e conventos foram alvos, e a expropriação de propriedades da igreja aumentou. As autoridades nazistas alegaram falsamente que as propriedades eram necessárias para necessidades de guerra, como hospitais ou acomodações para refugiados e crianças. A “hostilidade ao Estado” era comumente citada para os confiscos, e a ação de um único membro de um mosteiro ou convento poderia resultar em apreensão; os jesuítas, em particular, eram alvos. Embora o núncio papal Cesare Orsenigo e o cardeal Bertram se tenham queixado repetidamente, foi-lhes dito que esperassem mais requisições devido às necessidades dos tempos de guerra. Mais de 300 mosteiros e outras instituições foram expropriados pela SS. Em 22 de março de 1942, os bispos alemães emitiram uma carta pastoral intitulada “A luta contra o cristianismo e a Igreja”. A carta defendia os direitos humanos e o Estado de direito, acusando os nazis de “opressão injusta e de luta odiosa contra o cristianismo e a Igreja”, apesar da lealdade católica e do serviço militar.

#### Planos
Em Janeiro de 1934, Hitler nomeou o neopagão anticatólico Alfred Rosenberg como líder cultural e educacional do Reich. Naquele ano, a Congregação para a Doutrina da Fé de Roma recomendou que o livro de Rosenberg fosse colocado no Index Librorum Prohibitorum por desprezar e rejeitar "todos os dogmas da Igreja Católica, na verdade, os próprios fundamentos da religião cristã". Rosenberg delineou o futuro da religião previsto pelo governo Hitler com um programa de trinta pontos. De acordo com o programa, a Igreja Evangélica Alemã controlaria todas as igrejas; a publicação da Bíblia cessaria, e crucifixos, Bíblias e estátuas de santos em altares seriam substituídos pelo Mein Kampf ("para a nação alemã e, portanto, para Deus, o livro mais sagrado"). A suástica substituiria a cruz nas igrejas.

## Guerra Civil Espanhola
A Guerra Civil Espanhola (1936–1939) foi travada pelos nacionalistas (auxiliados pela Itália Fascista e pela Alemanha Nazista) e pelos republicanos (auxiliados pela União Soviética, México e Brigadas Internacionais voluntárias sob o comando do Comintern). O presidente republicano da Espanha, Manuel Azaña, era anticlerical; o generalíssimo nacionalista Francisco Franco estabeleceu uma ditadura fascista de longa data que restaurou alguns privilégios à igreja. Em 7 de junho de 1942, Hitler disse que acreditava que a acomodação da Igreja por Franco era um erro: "Comete-se um grande erro se alguém pensa que pode se tornar um colaborador da Igreja aceitando um compromisso. Toda a perspectiva internacional e o interesse político da Igreja Católica na Espanha tornam inevitável o conflito entre a Igreja e o regime de Franco". Os nazistas retrataram a guerra como uma disputa entre a civilização e o bolchevismo. Segundo a historiadora Beth Griech-Polelle, muitos líderes da igreja “abraçaram implicitamente a ideia de que por trás das forças republicanas estava uma vasta conspiração judaico-bolchevique com a intenção de destruir a civilização cristã”.  O Ministério da Propaganda de Joseph Goebbels foi a principal fonte de cobertura interna alemã da guerra. Goebbels (assim como Hitler) frequentemente alegou uma ligação entre o judaísmo e o comunismo, instruindo a imprensa a chamar o lado republicano de "bolcheviques" e não mencionar o envolvimento militar alemão. Em agosto de 1936, os bispos alemães se reuniram para sua conferência anual em Fulda. Eles produziram uma carta pastoral conjunta sobre a Guerra Civil Espanhola: "Portanto, a unidade alemã não deve ser sacrificada ao antagonismo religioso, às disputas, ao desprezo e às lutas. Em vez disso, nosso poder nacional de resistência deve ser aumentado e fortalecido para que não apenas a Europa possa ser libertada do bolchevismo por nós, mas também para que todo o mundo civilizado possa estar em dívida conosco."

## Faulhaber encontra Hitler
Goebbels observou o humor de Hitler em sua entrada de diário de 25 de outubro de 1936: "Os julgamentos contra a Igreja Católica pararam temporariamente. Possivelmente quer paz, pelo menos temporariamente. Agora uma batalha com o bolchevismo. Quer falar com Faulhaber". Como núncio, Cesare Orsenigo providenciou que o Cardeal Faulhaber se encontrasse em privado com Hitler no dia 4 de novembro. Depois que Hitler falou por uma hora, Faulhaber lhe disse que o governo nazista estava em guerra contra a igreja há três anos; mil e setecentos professores religiosos haviam perdido seus empregos, 600 somente na Baviera. A igreja não podia aceitar a lei que ordenava a esterilização de criminosos e pessoas com deficiência: "Quando os vossos funcionários ou as vossas leis ofendem o dogma da Igreja ou as leis da moralidade, e ao fazê-lo ofendem a nossa consciência, então temos de ser capazes de articular isto como defensores responsáveis das leis morais". Hitler disse a Faulhaber que a religião era essencial para o estado e que seu objetivo era proteger o povo alemão de "criminosos congênitos como os que agora causam estragos na Espanha". Faulhaber respondeu que a igreja "não recusaria ao estado o direito de manter essas pragas longe da comunidade nacional dentro da estrutura da lei moral". Hitler argumentou que os nazistas radicais não poderiam ser contidos até que houvesse paz com a igreja; ou os nazistas e a igreja lutariam contra o bolchevismo juntos, ou haveria guerra contra a igreja. Kershaw cita a reunião como um exemplo da capacidade de Hitler de "enganar até mesmo os críticos mais ferrenhos"; "Faulhaber — um homem de perspicácia aguçada, que muitas vezes criticava corajosamente os ataques nazistas à Igreja Católica, foi embora convencido de que Hitler era profundamente religioso". Faulhaber pediu aos líderes da igreja em 18 de novembro que lembrassem os paroquianos dos erros do comunismo descritos na encíclica Rerum novarum, do Papa Leão XIII, de 1891. Pio XI anunciou no dia seguinte que o comunismo tinha passado para o topo da lista de “erros”, sendo necessária uma declaração clara. Em 25 de novembro, Faulhaber disse aos bispos da Baviera que havia prometido a Hitler que os bispos emitiriam uma carta pastoral condenando "o bolchevismo, que representa o maior perigo para a paz da Europa e a civilização cristã do nosso país". Ele disse que a carta “irá mais uma vez afirmar a nossa lealdade e atitude positiva, exigida pelo Quarto Mandamento, em relação à forma actual de governo e ao Führer”. A promessa de Hitler a Faulhaber de resolver "pequenos" problemas entre a Igreja e o Estado não foi cumprida. Faulhaber, Galeno e Pio XI continuaram a opor-se ao comunismo, à medida que a ansiedade atingia o seu auge com o que o Vaticano chamou de "triângulo vermelho" formado pela URSS, pela Espanha republicana e pelo México revolucionário.

## Eutanásia
Em 1939, a Alemanha iniciou um programa de eutanásia no qual aqueles considerados “racialmente inaptos” seriam “eutanasiados”. Os senis, as pessoas com deficiência ou doença mental, os portadores de epilepsia, os deficientes, as crianças com síndrome de Down e as pessoas com condições semelhantes qualificaram-se. O programa assassinou sistematicamente mais de 70.000 pessoas. À medida que a consciência sobre o programa de eutanásia se espalhava, os líderes da Igreja que se opunham a ele (principalmente o bispo católico de Münster, Clemens ago  Graf von Galen, e o bispo protestante de Wurttemberg, Theophil Wurm) despertaram uma oposição pública generalizada. Os protestos foram emitidos pelo Papa Pio XII, e a intervenção do Bispo von Galen em 1941 levou ao "movimento de protesto mais forte, mais explícito e mais generalizado contra qualquer política desde o início do Terceiro Reich".

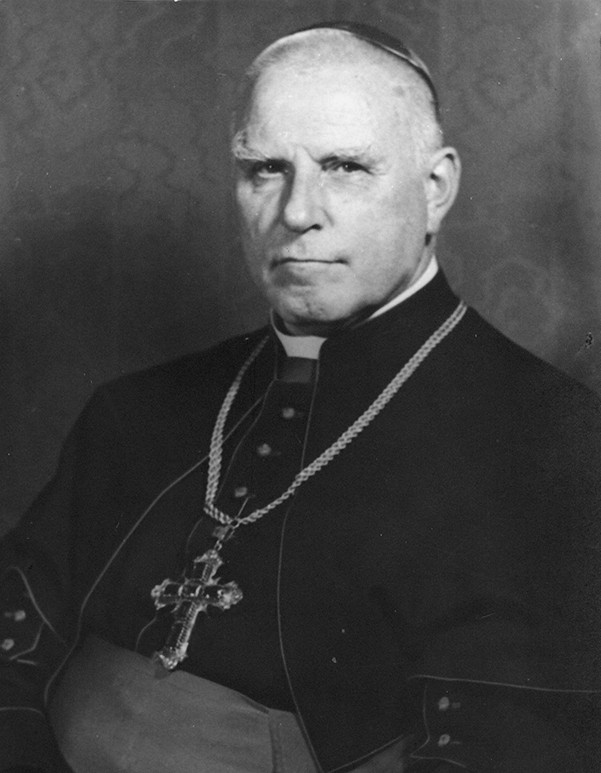
Bispo Clemens ago von Galen, um nacionalista conservador e anticomunista que se tornou um crítico de algumas políticas nazistas

O papa e os bispos alemães já haviam protestado contra a esterilização nazista dos "racialmente inaptos", inspirada na eugenia. Os protestos católicos contra a escalada dessa política para "eutanásia" começaram no verão de 1940. Apesar dos esforços nazistas para transferir os hospitais para o controle estatal, um grande número de pessoas com deficiência ainda estava sob os cuidados da Igreja. Depois que ativistas protestantes do bem-estar social se posicionaram no Hospital Bethel, na diocese de von Galen, Galen escreveu a Bertram em julho de 1940, pedindo que a igreja assumisse uma posição moral. Bertram pediu cautela. O arcebispo Conrad Gröber de Freiburg escreveu ao chefe da Chancelaria do Reich e se ofereceu para pagar todos os custos incorridos pelo estado para "cuidar de pessoas destinadas à morte". A Conferência Episcopal de Fulda enviou uma carta de protesto à Chancelaria do Reich em 11 de agosto e enviou o bispo Heinrich Wienken da Caritas Internationalis para discutir o assunto. Wienken citou o Quinto Mandamento, alertando as autoridades para interromperem o programa ou enfrentarem protestos públicos na igreja. Embora Wienken tenha vacilado, temendo que pudesse comprometer seus esforços para libertar padres católicos de Dachau, ele foi instado a permanecer firme pelo Cardeal Michael von Faulhaber. O governo recusou-se a interromper o programa por escrito, e o Vaticano declarou em 2 de dezembro que a política era contrária à lei natural e divina: "O assassinato direto de uma pessoa inocente devido a defeitos mentais ou físicos não é permitido".
Prisões de padres e apreensão de propriedades dos jesuítas pela Gestapo em sua cidade natal, Munster, convenceram Galeno de que a cautela recomendada por seu superior era inútil. Ele discursou nos dias 6, 13 e 20 de julho de 1941 contra a apreensão de propriedades e expulsões de freiras, monges e religiosos, e criticou o programa de eutanásia. A polícia invadiu o convento de sua irmã e a deteve no porão; ela escapou, e Galeno fez seu desafio mais ousado ao governo em um sermão em 3 de agosto. Ele acusou formalmente os responsáveis pelos assassinatos em uma carta ao promotor público. A política abriu caminho ao assassinato de todas as “pessoas improdutivas”, incluindo veteranos de guerra inválidos; “Quem pode confiar mais no seu médico?”. Galeno disse que era um dever cristão opor-se à tomada de vidas humanas, mesmo que isso colocasse em risco a própria vida. Ele abordou o perigo moral que as violações dos direitos humanos por parte do governo representam para a Alemanha. “A sensação criada pelos sermões foi enorme”, e eles foram uma “denúncia vigorosa da desumanidade e da barbárie nazis”. Gill escreveu: “Galeno usou a sua condenação desta política terrível para tirar conclusões mais amplas sobre a natureza do estado nazi”. Os sermões foram distribuídos ilegalmente, e Galeno os fez ler nas igrejas. Os britânicos transmitiram excertos no serviço alemão da BBC, lançaram panfletos sobre a Alemanha e distribuíram os sermões nos países ocupados.
O bispo Antonius Hilfrich de Limburg escreveu ao ministro da Justiça denunciando os assassinatos, e o bispo Albert Stohr de Mainz condenou a morte do púlpito. Alguns dos padres que distribuíam os sermões foram presos e enviados para campos de concentração. O administrador da catedral do bispo von Preysing, Bernhard Lichtenberg, protestou por carta a Leonardo Conti, Líder de Saúde do Reich. Lichtenberg foi preso e morreu a caminho de Dachau. O protesto público de Galeno ocorreu depois de lhe terem sido dadas provas dos assassinatos; aconselhando apenas a resistência passiva, ele não foi interrogado nem preso. Os sermões irritaram Hitler, que disse em 1942: "O fato de eu permanecer em silêncio em público sobre os assuntos da Igreja não é nem um pouco mal compreendido pelas raposas astutas da Igreja Católica, e estou certo de que um homem como o bispo von Galen sabe muito bem que depois da guerra eu extrairei retribuição até o último centavo". Embora quisesse remover Galeno, Goebbels disse-lhe que isso lhe custaria a lealdade vestfaliana. Martin Bormann queria que Galeno fosse enforcado, mas Hitler e Goebbels pediram um adiamento da retribuição até o fim da guerra. Com o programa se tornando público, enfermeiros e funcionários (particularmente em instituições católicas) tentaram obstruir sua implementação. Hitler interrompeu o principal programa de eutanásia em 24 de agosto de 1941, embora os assassinatos menos sistemáticos de pessoas com deficiência continuassem. As técnicas aprendidas no programa de eutanásia foram posteriormente utilizadas no Holocausto. Pio XII publicou a sua encíclica Mystici corporis Christi em 1943, condenando o assassinato de pessoas com deficiência. A encíclica foi seguida, em 26 de setembro, por uma condenação aberta pelos bispos alemães do assassinato de "inocentes e indefesos deficientes mentais, doentes incuráveis e feridos de morte, reféns inocentes, prisioneiros de guerra desarmados e criminosos, pessoas de raça ou descendência estrangeira".

## Oposição
Embora o Reichskoncordat de 1933 proibisse o clero de participar politicamente (enfraquecendo a oposição dos líderes católicos), o clero estava entre os primeiros componentes importantes da Resistência Alemã. "Desde o início, alguns clérigos expressaram, às vezes de forma bastante direta, suas reservas sobre a nova ordem. Na verdade, essas reservas gradualmente formaram uma crítica coerente e sistemática de muitos dos ensinamentos do Nacional-Socialismo." A crítica pública mais incisiva aos nazistas veio mais tarde de alguns líderes religiosos alemães. O governo estava relutante em agir contra eles, uma vez que podiam alegar estar a cuidar do bem-estar espiritual dos seus rebanhos.
Nem o catolicismo nem o protestantismo estavam dispostos a se opor abertamente ao estado nazista. Oferecendo "algo menos que resistência fundamental ao nazismo", as igrejas "se envolveram em uma guerra amarga de atrito com o regime, recebendo o apoio demonstrativo de milhões de fiéis. Aplausos para os líderes da Igreja sempre que apareciam em público, comparecimentos inchados em eventos como as procissões do Dia de Corpus Christi e cultos lotados eram sinais externos da luta... especialmente da Igreja Católica — contra a opressão nazista". As igrejas foram os primeiros e mais duradouros centros de oposição sistemática às políticas nazistas. A moral cristã e o anticlericalismo nazista motivaram muitos resistentes alemães à "revolta moral" para derrubar Hitler.

### Resistência política inicial

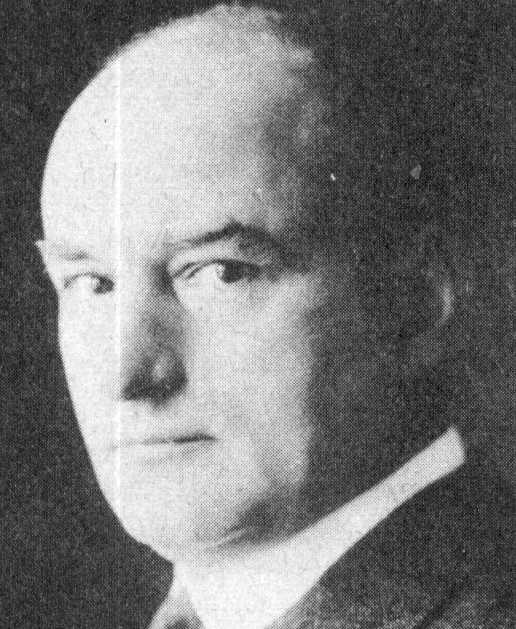
Erich Klausener, o líder da Ação Católica, foi assassinado durante a Noite das Facas Longas de 1934.

O catolicismo político era um alvo do governo de Hitler, e os políticos da oposição começaram a planejar derrubá-lo; no entanto, os partidos não nazistas foram proibidos. O ex-líder do Partido de Centro e Chanceler do Reich, Heinrich Brüning, e os chefes militares Kurt von Schleicher e Kurt von Hammerstein-Equord tentaram expulsar Hitler. Erich Klausener, presidente do grupo Ação Católica de Berlim, organizou convenções em Berlim em 1933 e 1934. No comício de 1934, ele falou contra a opressão política para uma multidão de 60.000 pessoas após a missa, seis noites antes de Hitler implementar um expurgo sangrento. O nobre católico conservador Franz von Papen, que ajudou Hitler a chegar ao poder e foi vice-chanceler do Reich, fez uma acusação ao governo nazista em seu discurso de Marburg de 17 de junho de 1934. O redator de discursos e conselheiro de Papen, Edgar Jung, um trabalhador da Ação Católica, reafirmou a fundação cristã do estado. Jung defendeu a liberdade religiosa num discurso que esperava que estimulasse uma revolta centrada em Hindenburg, Papen e no exército.

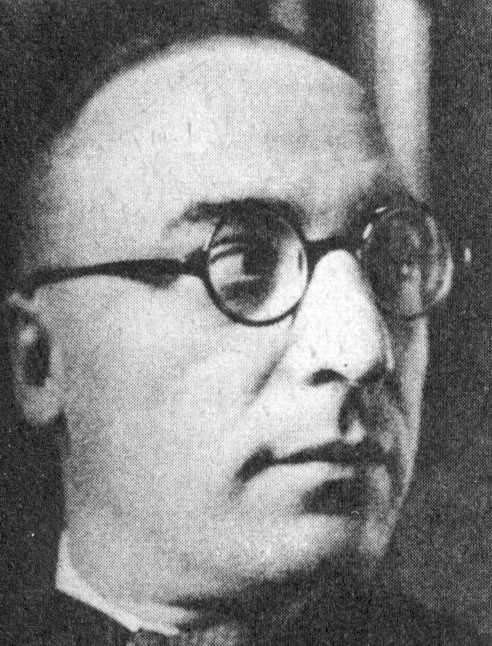
Edgar Jung, que redigiu o discurso de Marburg de 17 de junho de 1934 rejeitando o totalitarismo nazista, foi assassinado alguns dias depois na Noite das Facas Longas.

Hitler decidiu matar seus principais oponentes políticos no que ficou conhecido como a Noite das Facas Longas. Durou dois dias, de 30 de junho a 1 de julho de 1934. Mais de 100 figuras da oposição foram mortas, além dos rivais de Hitler, incluindo Klausener, Jung e o diretor nacional da Associação Esportiva da Juventude Católica, Adalbert Probst. A imprensa católica também foi alvo de ataques, e o jornalista antinazi Fritz Gerlich foi assassinado. Em 2 de agosto de 1934, o presidente von Hindenburg morreu. Os cargos de Presidente e Chanceler foram combinados; Hitler ordenou que o exército lhe prestasse juramento e declarou sua "revolução" completa.

### Resistência clerical
O historiador da resistência alemã Joachim Fest escreveu que, embora a igreja tivesse sido hostil ao nazismo e "seus bispos denunciassem energicamente as 'falsas doutrinas' dos nazistas", sua oposição enfraqueceu consideravelmente após o Reichskoncordat; o cardeal Bertram "desenvolveu um sistema de protesto ineficaz", abordando as demandas de outros bispos sem incomodar as autoridades. A resistência mais firme dos líderes católicos reafirmou-se gradualmente nas ações de Joseph Frings, Konrad von Preysing, Clemens ago  Graf von Galen, Conrad Gröber e Michael von Faulhaber. Segundo Fest, o governo respondeu com "prisões ocasionais, retirada de privilégios de ensino e apreensão de editoras e gráficas da igreja. ... A resistência permaneceu em grande parte uma questão de consciência individual. Em geral, elas [ambas as igrejas] tentaram meramente afirmar seus próprios direitos e raramente emitiram cartas pastorais ou declarações indicando qualquer objeção fundamental à ideologia nazista." No entanto, as igrejas, mais do que qualquer outra instituição, "forneciam um fórum no qual os indivíduos podiam se distanciar do regime".
Os nazistas nunca se sentiram fortes o suficiente para prender (ou executar) altos funcionários católicos alemães, e os bispos podiam criticar aspectos do totalitarismo nazista. Funcionários menos graduados eram mais dispensáveis. Estima-se que um terço dos padres alemães enfrentaram represálias do governo e 400 foram internados no quartel dos padres em Dachau; entre os mais conhecidos estavam Alfred Delp e Bernhard Lichtenberg. Max Josef Metzger, o fundador da Associação dos Católicos Alemães pela Paz, foi preso em junho de 1943 após ser denunciado por um agente da Gestapo por tentar enviar um memorando sobre a reorganização do estado alemão e sua integração em um futuro sistema de paz mundial ao Arcebispo de Uppsala. Metzger foi executado em 17 de abril de 1944. O provincial da Província Dominicana de Teutônia, Laurentius Siemer, e o provincial bávaro dos jesuítas, ago in Rösch, eram membros de alto escalão das ordens que se tornaram ativos na resistência; ambos sobreviveram por pouco à guerra depois que seu conhecimento da conspiração de 20 de julho foi descoberto. Rupert Mayer foi beatificado em 1987. Centenas de padres e membros de ordens e congregações religiosas foram enviados para campos de concentração, mas apenas um bispo católico alemão foi brevemente internado e outro expulso da sua diocese. Isto refletiu a cautela da hierarquia da igreja. Albert Speer escreveu que quando Hitler ouvia trechos de um sermão desafiador ou de uma carta pastoral, ele ficava furioso, e o fato de que ele "não conseguia retaliar imediatamente o deixava furioso".

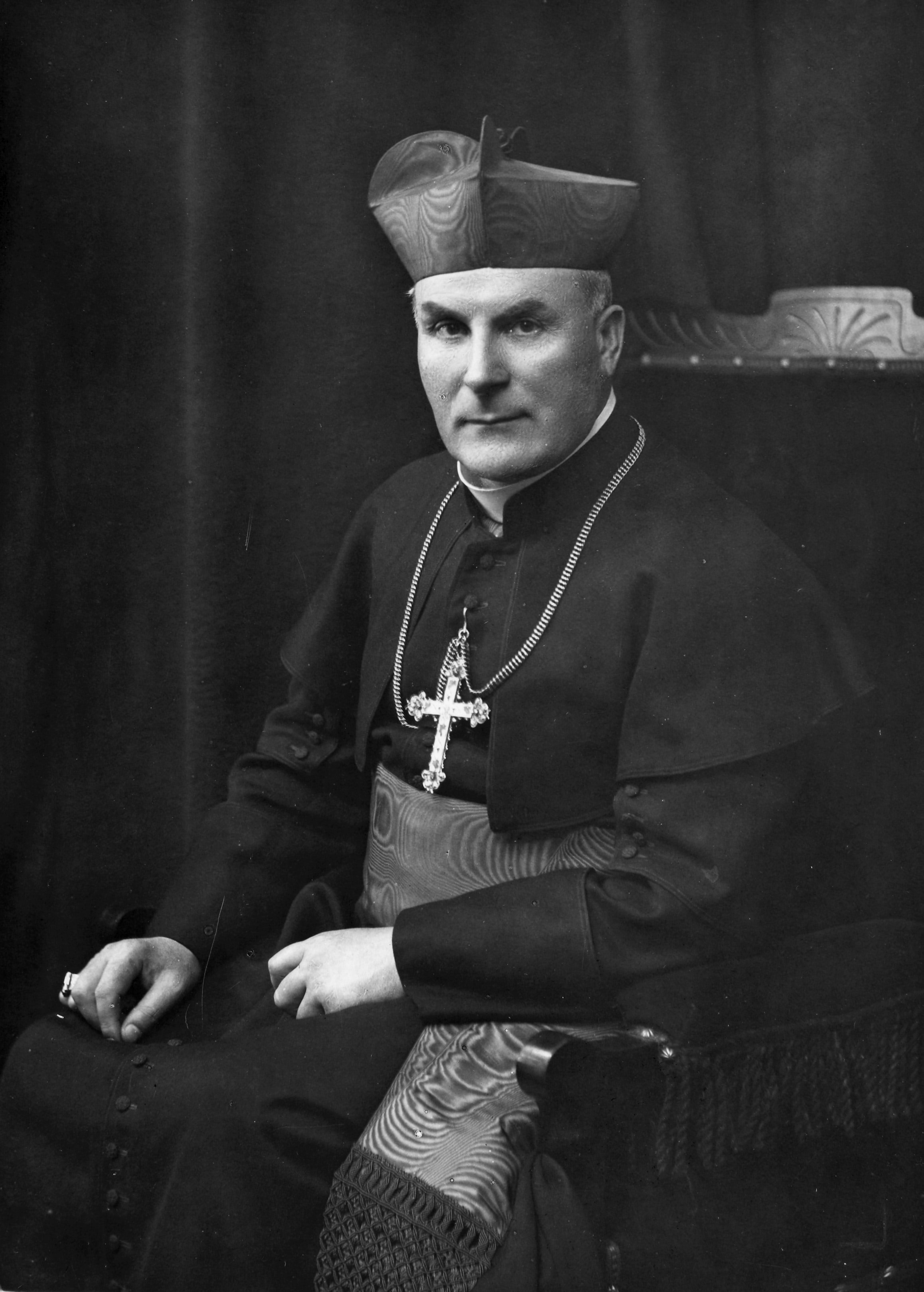
Cardeal Faulhaber (por volta de 1936)

O cardeal Michael von Faulhaber foi um dos primeiros críticos do nazismo; seus três sermões do Advento de 1933 afirmaram as origens judaicas de Jesus e da Bíblia. Cautelosamente enquadrados como uma discussão sobre o judaísmo histórico, eles denunciaram os extremistas nazistas que exigiam que a Bíblia fosse expurgada do Antigo Testamento "judaico". Embora Faulhaber tenha evitado conflitos com o estado sobre questões seculares, ele "recusou-se a comprometer-se ou a recuar" na sua defesa dos católicos. Hitler e Faulhaber se conheceram em 4 de novembro de 1936. Faulhaber disse a Hitler que o governo nazista estava em guerra contra a igreja há três anos. A igreja respeitava a autoridade, mas “quando os vossos funcionários ou as vossas leis ofendem o dogma da Igreja ou as leis da moralidade, e ao fazê-lo ofendem a nossa consciência, então temos de ser capazes de articular isto como defensores responsáveis das leis morais”. Tentativas de assassinato foram feitas contra ele em 1934 e 1938. Konrad von Preysing, nomeado bispo de Berlim em 1935, era odiado por Hitler. Preysing se opôs à tentativa de apaziguar os nazistas feita por Bertram e trabalhou com os líderes da resistência Carl Friedrich Goerdeler e Helmuth James von Moltke. Membro da comissão que preparou Mit brennender Sorge, ele tentou bloquear o fechamento de escolas católicas e a prisão de autoridades da Igreja. Em 1938, Preysing co-fundou o Hilfswerk beim Bischöflichen Ordinariat Berlin (Escritório de Bem-Estar da Diocese de Berlim). Ele se importava com os judeus e protestava contra o programa de eutanásia nazista. As cartas pastorais do Advento de Preysing de 1942-43 sobre a natureza dos direitos humanos refletiam a Declaração de Barmen da Igreja Confessante, e uma delas foi lida pelo serviço alemão da BBC. Ele abençoou Claus von Stauffenberg antes da conspiração de 20 de julho, discutindo se a necessidade de uma mudança radical justificava o tiranicídio.
O bispo de Münster, Clemens ago  Graf von Galen, era primo de Preysing. Nacionalista conservador, ele começou a criticar a política racial nazista em um sermão em janeiro de 1934. Galeno equiparou a lealdade inquestionável ao Reich à "escravidão" e opôs-se à teoria de Hitler sobre a pureza alemã. Com Presying, ele ajudou a redigir a encíclica papal de 1937. Galeno denunciou a ilegalidade da Gestapo, o confisco de propriedades da igreja e a eutanásia nazista em 1941. Ele protestou contra os maus-tratos aos católicos na Alemanha, abordando o perigo moral das violações dos direitos humanos pelo governo: "O direito à vida, à inviolabilidade e à liberdade é uma parte indispensável de qualquer ordem social moral". Um governo que pune sem processos judiciais “mina a sua própria autoridade e o respeito pela sua soberania na consciência dos seus cidadãos”. As evidências sugerem que os nazistas pretendiam enforcar Galeno no final da guerra. Crítico da Alemanha de Weimar, ele inicialmente esperava que o governo nazista pudesse restaurar o prestígio alemão, mas rapidamente se desiludiu; ele subscreveu o mito da facada nas costas sobre a derrota da Alemanha em 1918. Embora alguns clérigos se recusassem a fingir apoio ao governo de Hitler, a hierarquia católica adoptou uma estratégia de "aparente aceitação do Terceiro Reich", formulando as suas críticas como motivadas pelo desejo de "apontar os erros que alguns dos seus seguidores demasiado zelosos cometeram". Josef Frings tornou-se arcebispo de Colônia em 1942, e sua consagração foi usada como uma demonstração de autoafirmação católica. Em seus sermões, ele repetidamente apoiou povos perseguidos e se opôs à repressão estatal; Frings atacou prisões arbitrárias, perseguição racial e divórcios forçados em março de 1944. Naquele outono, ele protestou junto à Gestapo contra a deportação de judeus da área de Colônia. Em 1943, os bispos alemães debateram o confronto direto e coletivo com Hitler sobre o que sabiam sobre o assassinato de judeus. Frings escreveu uma carta pastoral instruindo sua diocese a não violar os direitos inerentes de outros "que não sejam do nosso sangue", mesmo durante a guerra, e pregou que "ninguém pode tirar a propriedade ou a vida de uma pessoa inocente só porque ela é membro de uma raça estrangeira".

### Mit brennender Sorge
No início de 1937, a hierarquia da igreja estava desiludida. Em março, Pio XI publicou a encíclica Mit brennender Sorge ("Com ardente preocupação"). Contrabandeado para a Alemanha para evitar a censura, foi lido nos púlpitos de todas as igrejas católicas no Domingo de Ramos. A encíclica condenou a ideologia nazista, acusando o governo de violar o Reichskoncordat e promover "suspeita, discórdia, ódio, calúnia, hostilidade secreta e aberta fundamental a Cristo e à Sua Igreja". Foi reconhecido como o "primeiro... documento público oficial para criticar o nazismo" e "uma das maiores condenações desse tipo já emitidas pelo Vaticano". Apesar dos esforços da Gestapo para bloquear sua distribuição, a igreja distribuiu milhares de cópias para paróquias alemãs. Centenas de pessoas foram presas por distribuir cópias e Goebbels aumentou a propaganda anticatólica, incluindo um julgamento simulado de 170 franciscanos em Koblenz. Os nazis “enfurecidos” aumentaram a perseguição aos católicos e à igreja; segundo Gerald Fogarty, “No final, a encíclica teve pouco efeito positivo e, se tanto, apenas exacerbou a crise”.

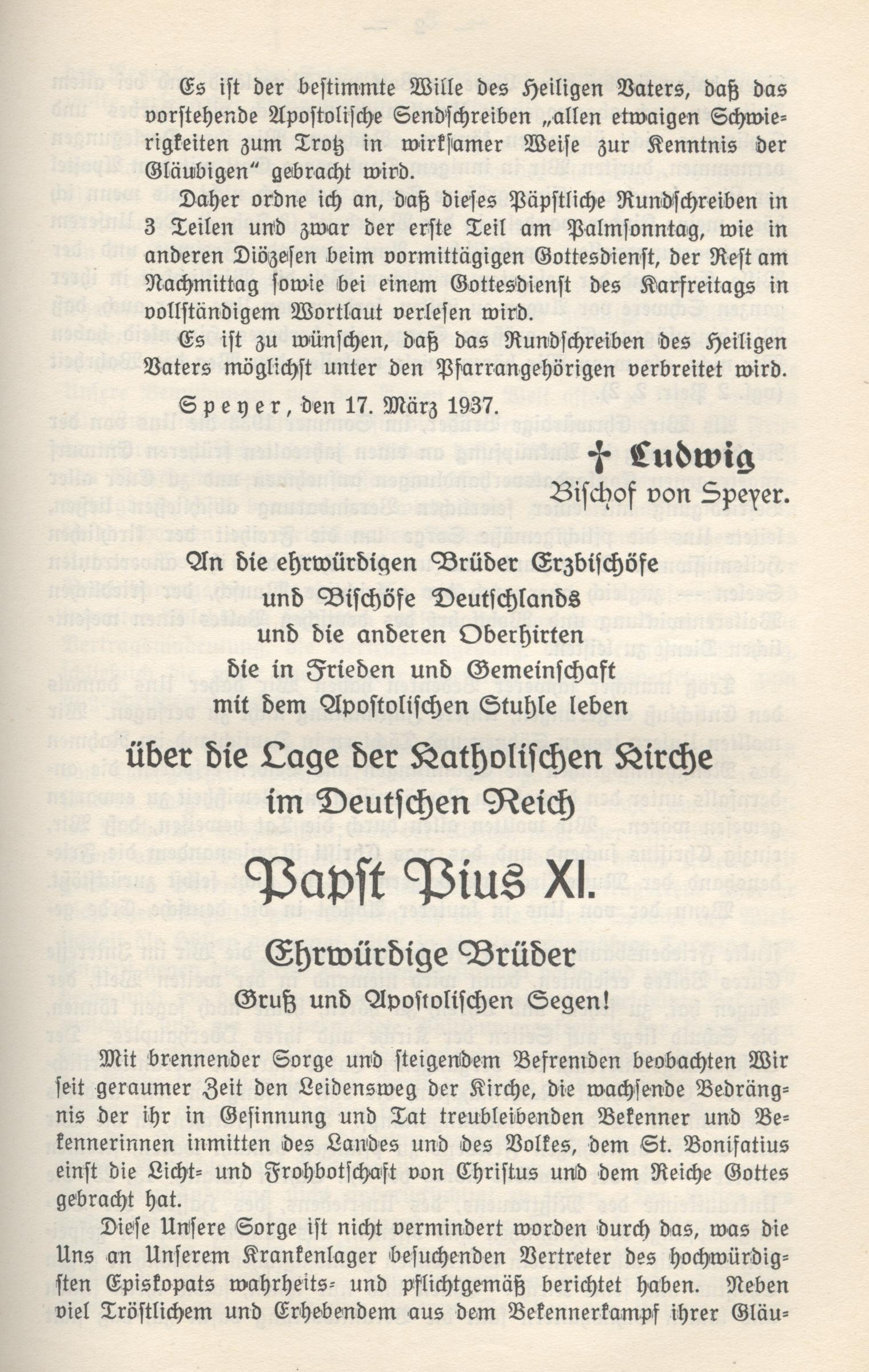
Mit brennender Sorge, emitida pelo Papa Pio XI, foi a primeira carta encíclica escrita em alemão

Os nazistas viam Mit brennender Sorge como "um chamado à batalha contra o Reich"; Hitler, furioso, "jurou vingança contra a Igreja". Thomas Bokenkotter escreve: "Os nazistas ficaram furiosos. Em retaliação, fecharam e selaram todas as impressoras que o imprimiram. Eles tomaram inúmeras medidas vingativas contra a Igreja, incluindo a encenação de uma longa série de julgamentos de imoralidade do clero católico." A polícia alemã confiscou o máximo de cópias que pôde, e a Gestapo apreendeu doze impressoras. Segundo Owen Chadwick e John Vidmar, as represálias nazis contra a igreja incluíam "processos encenados de monges por homossexualidade, com o máximo de publicidade". William L. Shirer escreve: "Durante os anos seguintes, milhares de padres, freiras e líderes leigos católicos foram presos, muitos deles sob acusações forjadas de 'imoralidade' ou 'contrabando de moeda estrangeira'".

### Padres em Dachau
Os serviços de segurança nazistas monitoravam de perto o clero católico. Eles colocaram agentes em cada diocese para obter os relatórios dos bispos para o Vaticano e suas atividades. Foi criada uma “vasta rede” para monitorizar as actividades do clero: “A importância deste inimigo é tal que os inspectores da polícia de segurança e do serviço de segurança farão deste grupo de pessoas e das questões por elas discutidas a sua preocupação especial”. Os padres eram vigiados, denunciados, presos e enviados para campos de concentração por serem “suspeitos de actividades hostis ao Estado” ou se houvesse razões para “supor que [as suas] relações pudessem prejudicar a sociedade”. Dachau, o primeiro campo de concentração, foi criado em março de 1933. Um acampamento político, continha um quartel dedicado ao clero. De um total de 2.720 clérigos internados em Dachau, 2.579 (ou 94,88%) eram católicos. Mais de 1.000 clérigos foram registrados como mortos no campo, com 132 "transferidos ou liquidados". Uma investigação de 1966 encontrou um total de 2.771 clérigos, com 692 mortos e 336 enviados em "comboios de carga inválidos" (e presumivelmente mortos). A grande maioria (1.748) veio da Polónia, dos quais 868 morreram no campo. Os alemães foram o segundo maior grupo: 411 padres católicos, dos quais 94 morreram no campo; 100 foram "transferidos ou liquidados". A França contabilizou 153 clérigos católicos, dos quais 10 morreram no campo. Outros padres católicos eram da Tchecoslováquia, Holanda, Iugoslávia, Bélgica, Itália, Luxemburgo, Lituânia, Hungria e Romênia; dois padres britânicos, um espanhol e um padre "apátrida" também foram encarcerados em Dachau.

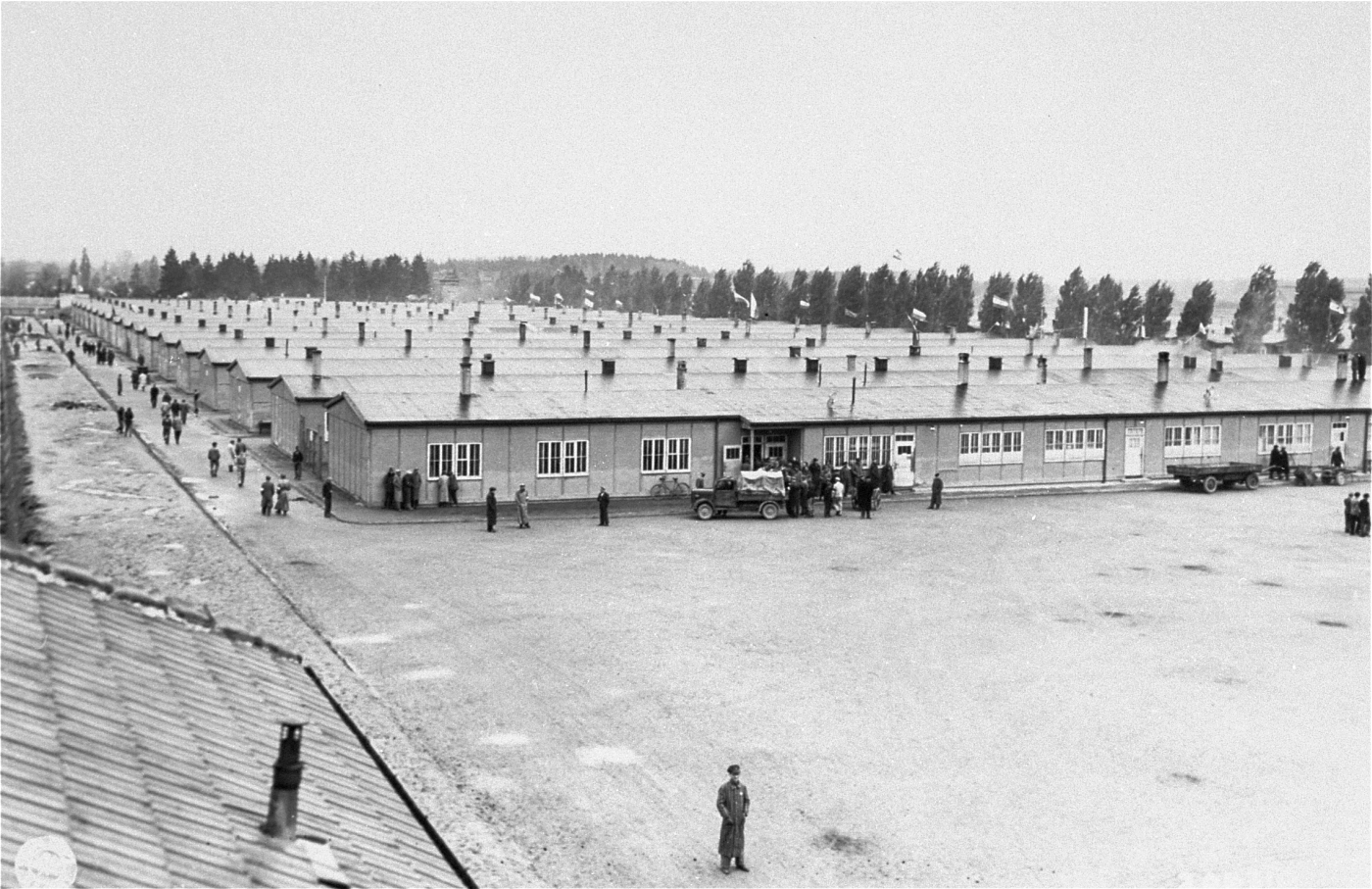
Quartel em Dachau, onde os nazistas estabeleceram um quartel em 1940 para mais de 400 padres alemães

Wilhelm Braun, um teólogo católico de Munique, foi o primeiro clérigo internado em Dachau em dezembro de 1935. O Anschluss de 1938 produziu um afluxo de presos clericais austríacos: "O comandante da época, Loritz, perseguiu-os com ódio feroz e, infelizmente, encontrou alguns prisioneiros para ajudar os guardas no seu trabalho sinistro". Apesar da hostilidade da SS, o Vaticano e os bispos alemães pressionaram o governo para concentrar o clero em um campo e obtiveram permissão para construir uma capela. Em Dezembro de 1940, os padres foram temporariamente reunidos nos Blocos 26, 28 e 30; o Bloco 26 tornou-se o bloco internacional e o Bloco 28 foi reservado aos polacos. As condições dos presos variavam. Os nazis introduziram uma hierarquia racial, mantendo os polacos em condições difíceis e favorecendo os padres alemães. Muitos padres poloneses morreram de hipotermia, e um grande número foi usado para experiências médicas. Vinte foram infectados com fleuma em novembro de 1942, e 120 foram usados para experimentos de malária entre julho de 1942 e maio de 1944. Vários morreram nos "trens inválidos" enviados do campo; outros foram liquidados no campo e receberam atestados de óbito falsos. Alguns morreram devido a punições por delitos menores, foram espancados até à morte ou trabalharam até à exaustão. Embora a actividade religiosa fora da capela fosse proibida, os padres ouviam secretamente confissões e distribuíam a Eucaristia aos outros prisioneiros.
Otto Neururer, um pároco austríaco, foi enviado a Dachau por "calúnia em detrimento do casamento alemão" depois de aconselhar uma garota a não se casar com o amigo de um nazista sênior. Neururer, executado em Buchenwald em 1940 por ter realizado um batismo ali, foi o primeiro padre morto nos campos de concentração. Bernhard Lichtenberg morreu a caminho de Dachau em 1943. Karl Leisner, um diácono de Munster que estava morrendo de tuberculose, foi secretamente ordenado em Dachau em dezembro de 1944 pelo bispo de Clermont-Ferrand (e companheiro de prisão) Gabriel Piguet ; Leisner morreu logo após a libertação do campo. Entre outros clérigos católicos enviados a Dachau estavam o Padre Jean Bernard, de Luxemburgo; o carmelita holandês Titus Brandsma (falecido em 1942), Stefan Wincenty Frelichowski (falecido em 1945), Hilary Paweł Januszewski (falecido em 1945), Lawrence Wnuk, Ignacy Jeż e Adam Kozłowiecki da Polônia, e Josef Lenzel e ago  Froehlich da Alemanha.
| Nacionalidade  | Total | Católicos | Libertados | Transferidos | Libertados em 29 de abril de 1945 | Mortos |
| -------------- | ----- | --------- | ---------- | ------------ | --------------------------------- | ------ |
| Poloneses      | 1,780 | 1,748     | 78         | 4            | 830                               | 868    |
| Alemães        | 447   | 411       | 208        | 100          | 45                                | 94     |
| Franceses      | 156   | 153       | 5          | 4            | 137                               | 10     |
| Tchecoslovacos | 109   | 93        | 1          | 10           | 74                                | 24     |
| Neerlandeses   | 63    | 39        | 10         | 0            | 36                                | 17     |
| Iugoslavos     | 50    | 35        | 2          | 6            | 38                                | 4      |
| Belgas         | 46    | 46        | 1          | 3            | 33                                | 9      |
| Italianos      | 28    | 28        | 0          | 1            | 26                                | 1      |
| Luxemburgueses | 16    | 16        | 2          | 0            | 8                                 | 6      |
| Total          | 2.720 | 2.579     | 314        | 132          | 1.240                             | 1.034  |

### A resistência
A resistência a Hitler consistia em pequenos grupos de oposição e indivíduos que conspiraram ou tentaram derrubá-lo. Eles foram motivados pelos maus-tratos aos judeus, pelo assédio às igrejas e pelas ações duras de Himmler e da Gestapo. A moral cristã e o anticlericalismo nazi levaram muitos alemães a resistir, mas nem a Igreja Católica nem a Protestante estavam preparadas para se oporem abertamente ao Estado. No entanto, a conspiração de 20 de Julho era “inconcebível sem o apoio espiritual da resistência da Igreja”. Para muitos católicos na resistência (incluindo o jesuíta provincial da Baviera, ago in Rösch, os sindicalistas Jakob Kaiser e Bernhard Letterhaus, e o líder da conspiração de 20 de julho, Claus von Stauffenberg), "os motivos religiosos e a determinação de resistir parecem ter-se desenvolvido de mãos dadas". Durante o inverno de 1939-40, com a Polónia invadida e a França e os Países Baixos ainda por atacar, a resistência militar alemã inicial procurou assistência papal nos preparativos para um golpe; o coronel Hans Oster da Abwehr enviou o advogado Josef Müller numa viagem clandestina a Roma. O Vaticano considerou Müller um representante do Coronel-General Ludwig Beck e concordou em oferecer o mecanismo de mediação. Pio XII, comunicando-se com Francis d'Arcy Osborne da Grã-Bretanha, canalizou comunicações secretamente. As rápidas vitórias de Hitler sobre a França e os Países Baixos reduziram a vontade militar alemã de resistir, e Müller foi preso e passou o resto da guerra em campos de concentração, terminando em Dachau. Pio manteve os seus contactos com a resistência alemã e continuou a fazer lobby pela paz.

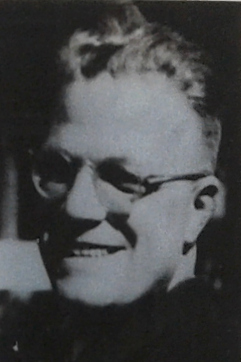
O jesuíta Alfred Delp, um membro influente do Círculo de Kreisau e um intelectual líder da resistência, foi executado em fevereiro de 1945.

Conservadores da velha guarda aliados a Carl Friedrich Goerdeler romperam com Hitler em meados da década de 1930. Ian Kershaw escreveu que eles "desprezavam a barbárie do regime nazista. Mas estavam ansiosos para restabelecer o status da Alemanha como uma grande potência". Autoritários, eles favoreciam a monarquia e limitavam os direitos eleitorais “baseados em valores familiares cristãos”. O provincial da Província Dominicana de Teutônia, Laurentius Siemer, falou a grupos de resistência sobre a doutrina social católica como ponto de partida para a reconstrução da Alemanha e trabalhou com Carl Goerdeler e outros para planejar uma Alemanha pós-golpe. Após o fracasso da conspiração de 20 de julho de 1944 para assassinar Hitler, Siemer escapou da captura pela Gestapo em seu mosteiro de Oldenberg e se escondeu até o fim da guerra como um dos poucos conspiradores a sobreviver ao expurgo. Um grupo mais jovem foi chamado de Círculo de Kreisau pela Gestapo. O grupo tinha uma orientação fortemente cristã e buscava um renascimento cristão geral e um despertar da consciência do transcendental. A sua perspectiva estava enraizada no romantismo alemão, no idealismo alemão e na lei natural, e o círculo tinha cerca de vinte membros principais (incluindo os jesuítas ago in Rösch, Alfred Delp e Lothar König). O bispo von Preysing também teve contato com o grupo. Segundo Gill, “o papel de Delp era sondar para Moltke as possibilidades na Comunidade Católica de apoio a uma nova Alemanha do pós-guerra”. Rösch e Delp também exploraram a possibilidade de um terreno comum entre sindicatos cristãos e socialistas. Lothar König foi um importante intermediário entre o círculo e os bispos Conrad Gröber de Freiberg e Presying de Berlim. O Círculo de Kreisau combinou noções conservadoras de reforma com vertentes socialistas de pensamento, o “socialismo pessoal” de Delp. O grupo rejeitou os modelos ocidentais, mas quis incluir as igrejas. Em Die dritte Idee (A Terceira Ideia), Delp explorou uma terceira via entre o comunismo e o capitalismo. O círculo pressionou por um golpe contra Hitler, mas estava desarmado e dependia da persuasão de figuras militares para agir.
O ativista trabalhador cristão e político do Partido do Centro Otto Müller defendeu a firme oposição dos bispos alemães às violações legais nazistas. Em contato com a oposição militar alemã antes do início da guerra, ele permitiu que figuras da oposição usassem o Ketteler-Haus em Colônia para suas discussões e se envolveu com os conspiradores de 20 de julho, Jakob Kaiser, Nikolaus Gross e Bernhard Letterhaus, no planejamento de uma Alemanha pós-nazista. Müller foi preso pela Gestapo após o fracasso da conspiração e foi encarcerado no Hospital da Polícia de Berlim, onde morreu.
Grupos menores foram influenciados pela moralidade cristã. O grupo de resistência estudantil Rosa Branca e os mártires de Lübeck foram parcialmente inspirados pelas homilias anti-eutanásia de Galeno. A Rosa Branca começou a publicar folhetos para influenciar as pessoas a se oporem ao nazismo e ao militarismo em 1942, criticando a natureza "anticristã" e "antissocial" da guerra. Os seus líderes foram presos e executados no ano seguinte. Párocos como os mártires de Lübeck (Johannes Prassek, Eduard Müller e Hermann Lange) e o pastor luterano Karl Friedrich Stellbrink também participaram da resistência local. Partilhando a sua desaprovação pelos nazis, os quatro padres falaram publicamente contra os nazis e distribuíram discretamente panfletos a amigos e fiéis com informações da rádio britânica e dos sermões de Galeno. Eles foram presos em 1942 e executados. O Círculo Solf incluía outro jesuíta, Friedrich Erxleben, e procurava formas humanitárias de combater os nazis. O grupo foi preso em 1944, e alguns membros foram executados.
O grupo de resistência católico austríaco em torno do padre Heinrich Maier foi formado em 1940 e então passou com muito sucesso os planos e as instalações de produção de foguetes V-1, V-2, tanques Tiger, Messerschmitt Bf 109, Messerschmitt Me 163 Komet e outras aeronaves para os Aliados. Isso permitiu que eles atacassem instalações de produção alemãs. Maier defendeu o seguinte princípio: "Cada bomba que cai em fábricas de armamentos encurta a guerra e poupa a população civil". Essas contribuições do grupo de resistência também foram cruciais para a Operação Crossbow e a Operação Hydra, ambas missões da Operação Overlord. O grupo muito bem conectado em torno de Maier planejou uma revitalização da Áustria após a guerra, distribuiu folhetos antinazistas e manteve contato com o serviço secreto americano. Ao contrário de muitos outros grupos de resistência alemães, o grupo Maier forneceu informações muito cedo sobre o assassinato em massa de judeus por meio de seus contatos com a fábrica Semperit, perto de Auschwitz. Em seus planos políticos para o futuro da Áustria, o grupo era apartidário e tinha contatos com todos os partidos do período pré-guerra. O grupo de resistência então entrou no foco da Abwehr e da Gestapo por meio de um agente duplo, foi descoberto e a maioria de seus membros foi executada.
Um grupo de resistência católico chamado Círculo de Berlim foi formado após os eventos da Kristallnacht. O círculo foi formado em torno de Margarete Sommer e do bispo Konrad von Preysing, e tentou influenciar toda a Igreja Católica a reagir e protestar contra as atrocidades nazistas. Por meio de seus contatos com burocratas nazistas e outros grupos de resistência, os católicos de Berlim também conseguiram obter informações precisas sobre o Holocausto. Margarete Sommer foi inspirada a organizar um círculo de resistência por Bernhard Lichtenberg, que concluía todas as missas católicas com orações pelos judeus alemães e liderava um novo escritório chamado Assistência Especial da Diocese de Berlim (Hilfswerk beim Ordinariat Berlin), que era uma operação secreta para resgatar judeus alemães da perseguição nazista. No inverno de 1940, Gertrud Luckner visitou Lichtenberg na esperança de criar um esforço nacional de resgate católico, que então a encaminhou para Sommer. As duas mulheres logo se tornaram associadas e assumiram a liderança no esforço de resgate de judeus e pediram a intervenção da Igreja. Após a prisão de Lichtenberg em outubro de 1941, o bispo Preysing assumiu o cargo e nomeou Sommer como diretor executivo. Enquanto na maior parte da Alemanha os judeus eram considerados "uma espécie de abstração" por serem assimilados ou constituírem apenas uma pequena parcela da população local, Berlim era diferente: havia 190.000 judeus na cidade em 1936, com 40.000 convertidos ao catolicismo. Durante seu trabalho, Sommer tornou-se sensível às atrocidades nazistas e descreveu a participação na resistência católica como desafiadora e deprimente, escrevendo em seu diário que "A dificuldade deste trabalho reside no fato de que aqueles afetados [pelo antissemitismo nacional-socialista] estão psicologicamente profundamente deprimidos devido à desesperança dos esforços [para ajudá-los]". Quando a perseguição nazista começou, os judeus convertidos ao catolicismo recorreram à Sociedade de São Rafael em busca de ajuda, uma organização que auxiliava a emigração católica desde 1871. Enquanto antes de 1938 a organização só tinha que ajudar aqueles que queriam emigrar devido à economia fraca, agora ela tinha que lidar com judeus convertidos que precisavam fugir devido à perseguição do Estado. Como a Alemanha nazista herdou o sistema de assistência organizada de Weimar, "cada grupo religioso era responsável pelos seus, e os impostos eram distribuídos de acordo". Sommer ficou descontente com isso e, quando a perseguição aumentou, o Círculo de Berlim começou a ajudar os judeus, independentemente da sua escolha confessional.
Depois que os judeus foram forçados a usar a Estrela de Davi em público, Sommer escreveu ao decano do episcopado católico alemão, o cardeal Adolf Bertram. Ela alertou que ações como serviços separados para convertidos judeus seriam "um fardo psicológico adicional para eles numa altura em que já estavam a ser atormentados", e instou a igreja a intervir a favor dos judeus. Depois que os nazistas ameaçaram dissolver todos os casamentos entre judeus e gentios por decreto, Sommer convocou os bispos alemães para pedir que o próprio Papa Pio XII interviesse. Um protesto do Cardeal Bertram, bem como protestos locais de igrejas católicas, impediram com sucesso o decreto de divórcio. A partir de 1942, Sommer começou a receber informações detalhadas sobre a situação nos guetos judeus, que ela descreveu como "30 a 80 pessoas habitando um quarto; sem aquecimento; sem encanamento e quatro pequenas fatias de pão para as rações de um dia". Pelos relatos que recebeu, Sommer também descobriu que as famílias dos judeus "transportados" foram notificadas de suas mortes dentro de duas semanas após a partida – isso levou Sommer a concluir que o "transporte" realmente significava morte. Isso levou o Círculo de Berlim a começar a esconder os judeus em vez de tentar ajudá-los a fugir. Devido à vigilância da Gestapo, o processo era altamente secreto, e nem mesmo Sommer "sabia quantos judeus estavam sendo escondidos pelo pessoal de assistência especial ou pelos grupos de apoio paroquiais que trabalhavam com eles, porque, como ela diz em suas memórias do pós-guerra, era um segredo". Apesar de Sommer pressionar constantemente o clero alemão para agir, o que realmente faltou foi a intervenção do próprio Vaticano; o historiador Michael Phayer conclui que "os bispos teriam arriscado uma ruptura com seu governo se o Papa ou seu núncio em Berlim, Cesare Orsenigo, os tivessem pressionado ou conduzido nessa direção".

### Conspiração de 20 de Julho

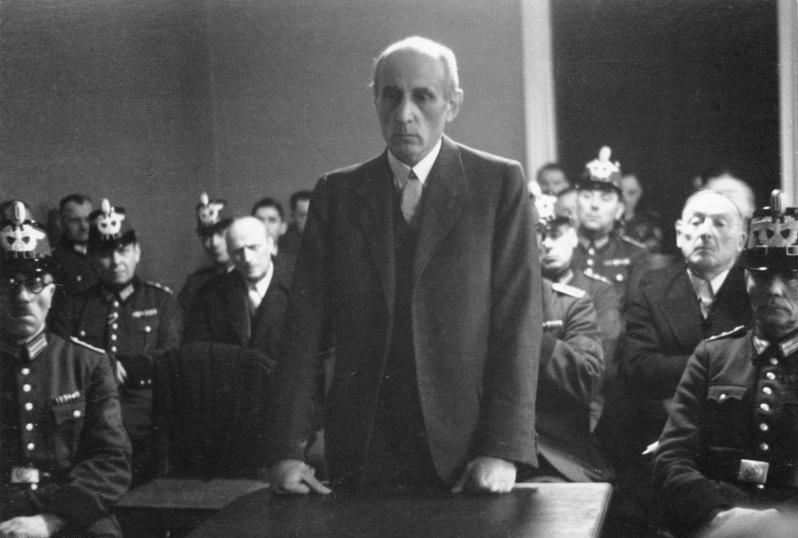
O político católico Eugen Bolz no Tribunal Popular. Ministro-presidente de Württemberg em 1933, foi deposto pelos nazistas; preso por seu papel na conspiração de 20 de julho, foi executado em janeiro de 1945.

Em 20 de julho de 1944, houve uma tentativa de assassinato de Adolf Hitler em seu quartel-general de campo, Wolfsschanze na Prússia Oriental. A trama foi o ápice dos esforços de vários grupos da resistência alemã para derrubar o governo nazista. Durante interrogatórios ou julgamentos simulados, vários conspiradores citaram o ataque nazista às igrejas como motivação para seu envolvimento. O clérigo protestante Eugen Gerstenmaier disse que as chaves para a resistência eram o mal de Hitler e o "dever cristão" de combatê-lo. O líder da conspiração, o nobre católico Claus von Stauffenberg, inicialmente favoreceu os nazistas, mas depois se opôs à perseguição aos judeus e à opressão da igreja. Stauffenberg liderou a conspiração de 20 de julho (Operação Valquíria) para assassinar Hitler. Ele se juntou à resistência em 1943 e começou a planejar o malsucedido assassinato e golpe de Valquíria, no qual colocou uma bomba-relógio sob a mesa de conferências de Hitler. Matar Hitler absolveria os militares alemães do enigma moral de quebrar seu juramento ao Führer. Diante da questão moral e teológica do tiranicídio, Stauffenberg consultou o bispo Konrad von Preysing e encontrou confirmação no catolicismo primitivo e em Martinho Lutero. O gabinete planejado que substituiria o governo nazista incluía os políticos católicos Eugen Bolz, Bernhard Letterhaus, Andreas Hermes e Josef Wirmer. Wirmer era um membro esquerdista do Partido do Centro, trabalhou para forjar laços entre a resistência civil e os sindicatos e era um confidente de Jakob Kaiser (um líder do movimento sindical cristão, que Hitler proibiu após assumir o cargo). Lettehaus também era um líder sindical. Como capitão do Oberkommando der Wehrmacht (Comando Supremo), ele reuniu informações e se tornou um membro importante da resistência. A “Declaração de Governo” que seria transmitida após o golpe apelou inequivocamente às sensibilidades cristãs. Após o fracasso da conspiração, Stauffenberg foi fuzilado, o círculo de Kreisau foi dissolvido e Moltke, Yorck, Delp e outros foram executados.

## Acomodação ao nazismo

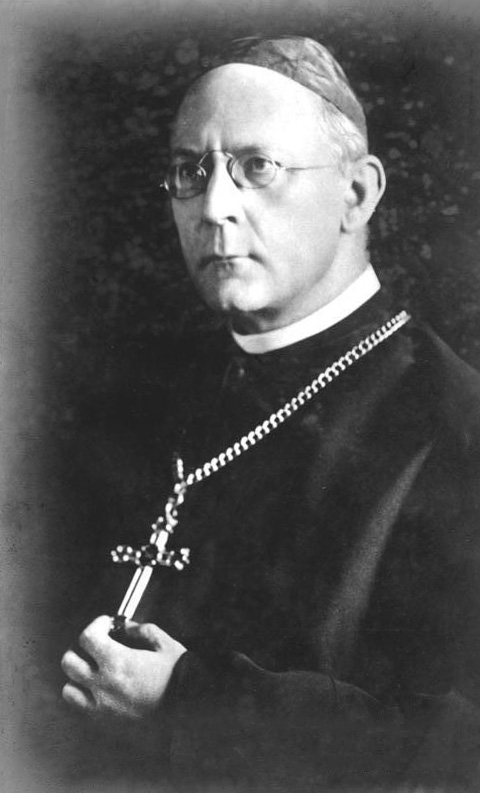
Cardeal Adolf Bertram, chefe ex officio da igreja alemã de 1920 a 1945, que geralmente favorecia uma política de não confronto com o governo nazista

De acordo com Ian Kershaw, "a aversão ao nazismo era avassaladora dentro da Igreja Católica", mas não impedia a aprovação da política governamental pelos líderes da igreja, principalmente quando o nazismo "se misturava às aspirações nacionais 'convencionais'", como o apoio à política externa "patriótica" ou aos objetivos de guerra; a obediência à autoridade estatal (quando isso não contrariasse a lei divina) e a destruição do marxismo e do bolchevismo soviético. As crenças cristãs tradicionais não eram "nenhum baluarte" contra o antissemitismo biológico nazi; "as igrejas, enquanto instituições, caíram em terrenos incertos", e a oposição foi geralmente deixada a esforços individuais fragmentados. A hierarquia católica tentou cooperar com o governo nazista, mas ficou desiludida em 1937 (quando Mit brennender Sorge foi emitido). Poucos alemães comuns, escreve Shirer, pararam para reflectir sobre a intenção nazi de destruir o cristianismo na Alemanha.
De acordo com Harry Schnitker, o livro Hitler's Priests, de Kevin Spicer, descobriu que cerca de 0,5% dos padres alemães (138 de 42.000, incluindo padres austríacos) poderiam ser considerados nazistas. Um deles foi o teólogo acadêmico Karl Eschweiler, um oponente da República de Weimar, que foi suspenso de suas funções sacerdotais por escrever panfletos nazistas em apoio à eugenia de Eugenio Pacelli.
Esses clérigos ficaram conhecidos como “padres pardos”. Outros exemplos notáveis incluem o historiador Joseph Lortz, membro do partido nazista até 1938; o bispo militar Franz Justus Rarkowski; e o bispo austríaco Alois Hudal, que auxiliou no estabelecimento das "Ratlines" para os nazistas fugitivos após a guerra.
Embora Conrad Gröber tenha dito que os bispos deveriam permanecer leais ao "povo amado e à pátria" em 1943, apesar das violações nazistas do Reichskonkordat, ele logo passou a apoiar a resistência aos nazistas e também protestou contra a perseguição religiosa aos católicos alemães. Gröber apoiou o Escritório de Ajuda à Guerra Religiosa (Kirchliche Kriegshilfsstelle) do trabalhador da resistência alemã Gertrud Luckner, sob os auspícios das agências de ajuda da Caritas. O escritório tornou-se o instrumento através do qual os católicos de Freiburg ajudaram os “não-arianos” (judeus e cristãos) perseguidos racialmente. Luckner usou fundos do arcebispo para ajudar os judeus. Após a guerra, Gröber disse que os nazistas planejavam crucificá-lo. Segundo Mary Fulbrook, os católicos estavam preparados para resistir quando a política invadia a igreja; caso contrário, o seu registo era irregular: "Parece que, para muitos alemães, a adesão à fé cristã provou ser compatível com pelo menos a aquiescência passiva, se não com o apoio activo, à ditadura nazista". Quando Galeno fez as suas denúncias de 1941 sobre a eutanásia nazista e a ilegalidade da Gestapo, também disse que a igreja nunca tinha tentado derrubar o governo.

## Papado

### Pio XI

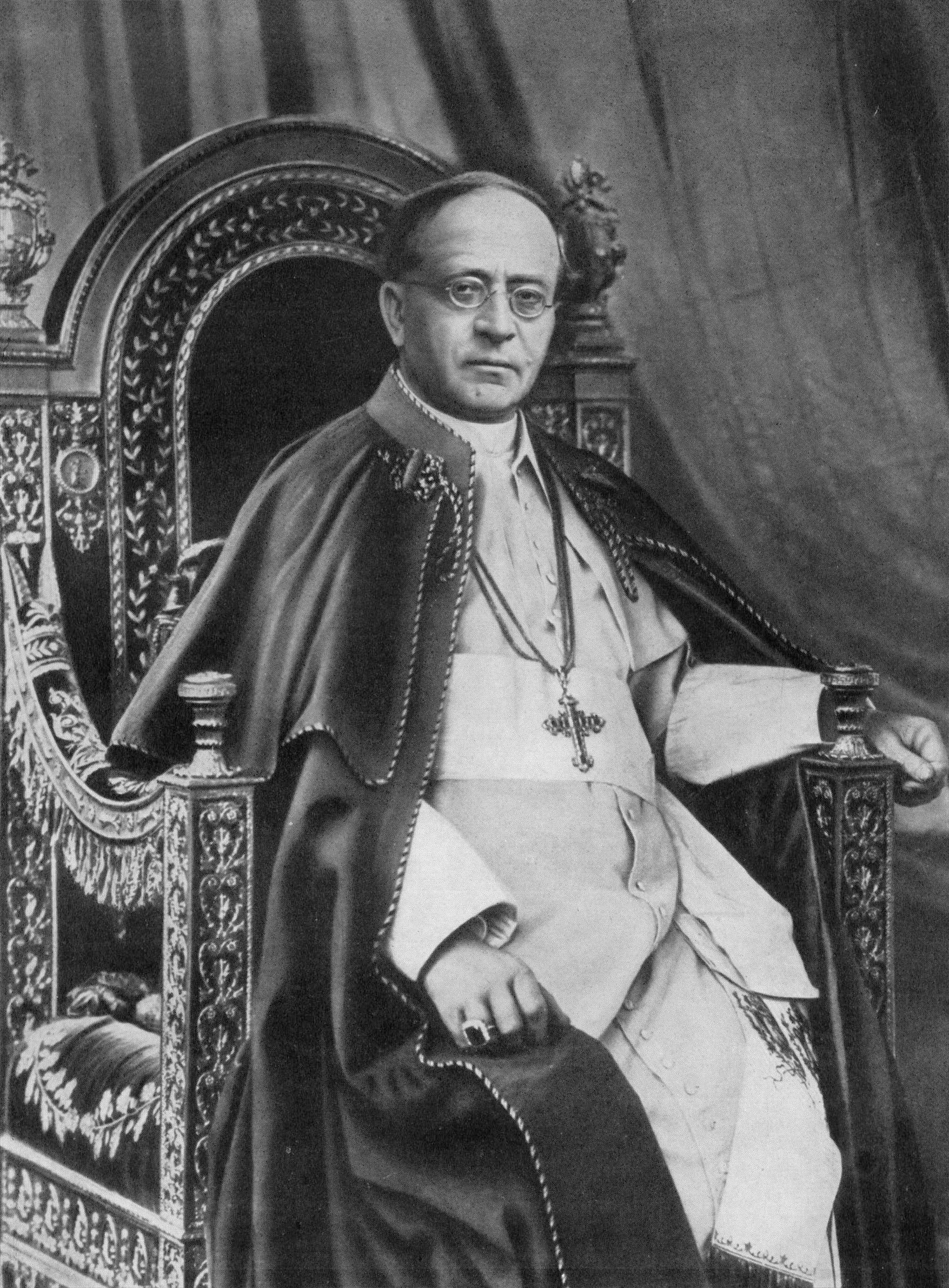
O Papa Pio XI publicou a encíclica antinazista Mit brennender Sorge em 1937, parcialmente redigida por Eugenio Pacelli

O pontificado do Papa Pio XI coincidiu com o início das consequências da Primeira Guerra Mundial. As antigas monarquias europeias foram em grande parte varridas e uma nova e precária ordem estava se formando; a União Soviética surgiu no leste. O ditador fascista Benito Mussolini assumiu o poder na Itália e na Alemanha a frágil República de Weimar entrou em colapso com a tomada do poder pelos nazistas.

#### Diplomacia
A principal abordagem diplomática de Pio XI era assinar concordatas, dezoito das quais ele forjou durante seu pontificado. Estas concordatas, contudo, não foram consideradas "duradouras ou credíveis" e "falharam completamente no seu objectivo de salvaguardar os direitos institucionais da Igreja"; "A Europa estava a entrar num período em que tais acordos eram considerados meros pedaços de papel". Ele assinou o Tratado de Latrão e uma concordata com a Itália em 1929, confirmando a existência de uma Cidade do Vaticano independente, em troca do reconhecimento do Reino da Itália e da neutralidade papal em conflitos mundiais; no Artigo 24 da concordata, o papado prometeu "permanecer fora dos conflitos temporais, a menos que as partes envolvidas apelassem conjuntamente pela missão pacificadora da Santa Sé".
Pio XI assinou a Reichskoncordat em 1933, na esperança de proteger o catolicismo sob o governo nazista. Embora o tratado fosse uma extensão das concordatas assinadas com a Prússia e a Baviera, foi "mais como uma rendição do que qualquer outra coisa: envolveu o suicídio do Partido do Centro". A Igreja Católica Alemã foi perseguida após a tomada do poder pelos nazistas. O Vaticano estava ansioso por concluir uma concordata com o novo governo, apesar dos seus ataques contínuos, e os nazis começaram a violar o acordo pouco depois de ter sido assinado. De 1933 a 1936, Pio fez vários protestos escritos contra os nazistas, e sua atitude em relação à Itália mudou em 1938, depois que as políticas raciais nazistas foram adotadas lá. O cardeal Eugenio Pacelli foi secretário de Estado de Pio; Pacelli fez cerca de 55 protestos contra as políticas nazistas, incluindo sua "ideologia de raça".
Desde a tomada do poder pelos nazis, o Vaticano tomou medidas diplomáticas para defender os judeus alemães da Alemanha; Pio instou Mussolini a pedir a Hitler que restringisse o antissemitismo nazista na primavera de 1933, e disse a um grupo de peregrinos que o antissemitismo era incompatível com o cristianismo. Quando o governo começou a instituir seu programa de antissemitismo, Pio (por meio de Pacelli) ordenou ao núncio de Berlim, Cesare Orsenigo, que "investigasse se e como seria possível se envolver" na ajuda. No entanto, Orsenigo estava mais preocupado com o impacto do anticlericalismo nazista sobre os católicos alemães do que em ajudar os judeus alemães. O cardeal Theodor Innitzer chamou-o de tímido e ineficaz em lidar com a situação cada vez pior dos judeus alemães.

#### Encíclicas
Pio XII publicou três encíclicas: contra o fascismo italiano (Non abbiamo bisogno; Não precisamos conhecê-lo) em 1931, e contra o nazismo (Mit brennender Sorge; Com profunda preocupação) e o comunismo (Divini Redemptoris; Promessa de um Redentor Divino) em 1937. Ele também desafiou o nacionalismo extremo do movimento Action Française e o antissemitismo nos Estados Unidos. Non abbiamo bisogno condenou a "adoração pagã do Estado" do fascismo e a sua "revolução que arranca os jovens da Igreja e de Jesus Cristo, e que inculca nos seus próprios jovens ódio, violência e irreverência". O cardeal Michael von Faulhaber redigiu a resposta da Santa Sé ao eixo nazi-fascista em Janeiro de 1937; Pio XII emitiu Mit brennender Sorge em Março, referindo as "nuvens de tempestade ameaçadoras" de uma guerra religiosa sobre a Alemanha. Ele contratou John LaFarge Jr. para redigir uma encíclica, Humani generis unitas (A Unidade da Raça Humana), demonstrando a incompatibilidade do catolicismo e do racismo. Pio não publicou a encíclica antes da sua morte; nem Pio XII, temendo que pudesse antagonizar a Itália e a Alemanha quando esperava negociar a paz.

### Pio XII

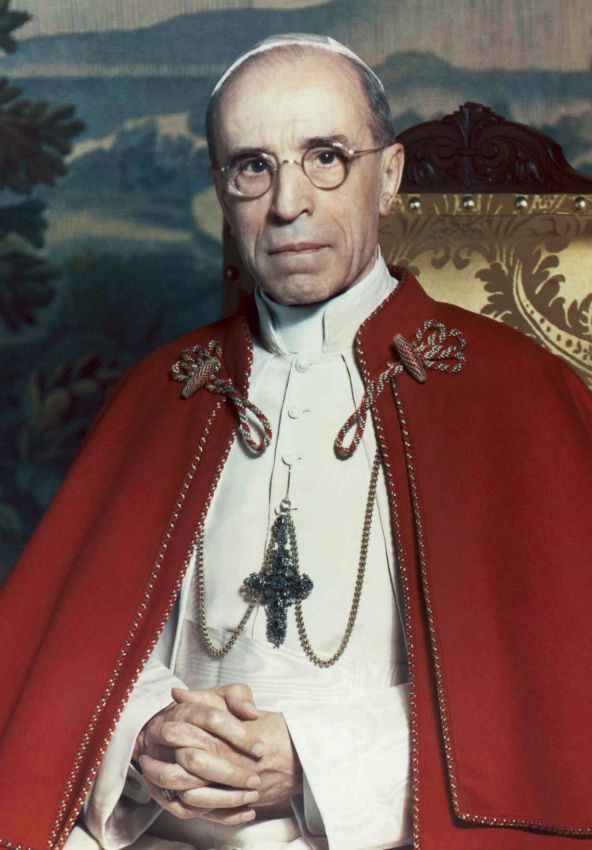
Pio XII em 1951

Eugenio Pacelli foi eleito para suceder o Papa Pio XI no conclave papal de março de 1939. Tomando o nome do seu antecessor como sinal de continuidade, tornou-se Papa Pio XII e tentou negociar a paz durante o período que antecedeu a guerra. Tal como a Santa Sé tinha feito durante o pontificado do Papa Bento XV (1914-1922) durante a Primeira Guerra Mundial, o Vaticano sob Pio XII seguiu uma política de neutralidade diplomática durante a Segunda Guerra Mundial; Pio, tal como Bento, descreveu a neutralidade do Vaticano como "imparcialidade". Ele não identificou os nazistas em suas condenações de racismo e genocídio durante a guerra; embora tenha sido elogiado por líderes mundiais e grupos judaicos após sua morte em 1958 por salvar a vida de milhares de judeus, o fato de não ter condenado especificamente o que mais tarde foi chamado de Holocausto manchou seu legado.
Pio partilhou informações com os Aliados sobre a resistência alemã e a invasão planeada dos Países Baixos no início da guerra, e pressionou Mussolini para permanecer neutro. Ele esperava uma paz negociada para impedir que o conflito se espalhasse. O presidente dos EUA, Franklin D. Roosevelt, com a mesma opinião, restabeleceu as relações diplomáticas americanas com o Vaticano após um hiato de setenta anos, enviando Myron Charles Taylor como seu representante. Pio acolheu calorosamente o enviado de Roosevelt, que o instou a condenar explicitamente as atrocidades nazis; embora Pio se opusesse aos "males da guerra moderna", não foi mais longe.
Pio usou a Rádio Vaticano para promover ajuda a milhares de refugiados de guerra e salvou milhares de judeus ao instruir a igreja a fornecer ajuda discreta. Para os confidentes, Hitler desprezava-o como um chantagista que constrangia Mussolini e vazava correspondência alemã confidencial para o mundo; em troca da oposição da igreja, ele jurou "retribuição até o último centavo" após a guerra.

#### Pontificado inicial
As autoridades nazistas desaprovaram a eleição de Pacelli como papa: "As críticas de Pacelli foram tão francas que o governo de Hitler fez lobby contra ele, tentando impedir que ele se tornasse o sucessor de Pio XI. Quando ele se tornou Papa, como Pio XII, em março de 1939, a Alemanha nazista foi o único governo a não enviar um representante para sua coroação." Goebbels observou em uma entrada em seu diario, em 4 março de 1939, que Hitler estava considerando revogar o Reichskoncordat: "Isso certamente acontecerá quando Pacelli empreender seu primeiro ato hostil".
Segundo Joseph Lichten, "Pacelli tinha obviamente estabelecido a sua posição claramente, pois os governos fascistas tanto da Itália como da Alemanha manifestaram-se vigorosamente contra a possibilidade da sua eleição para suceder Pio XI em Março de 1939, embora o cardeal secretário de Estado tivesse servido como núncio papal na Alemanha de 1917 a 1929." O jornal da SS de Heinrich Himmler, Das Schwarze Korps (O Corpo Negro), chamou Pacelli de "co-conspirador com judeus e comunistas contra o nazismo" e condenou a sua eleição como "o "Rabino-Chefe dos Cristãos, chefe da empresa Judá-Roma."
Pio escolheu o Cardeal Luigi Maglione como seu secretário de Estado e manteve Domenico Tardini e Giovanni Montini (o futuro Papa Paulo VI) como subsecretários de Estado. Embora Maglione fosse pró-democracia e anti-ditadura e "detestasse Hitler e considerasse Mussolini um palhaço", Pio reservou em grande parte os assuntos diplomáticos para si mesmo. Na esperança de parar a guerra de Hitler, ele fez um apelo pela paz em 24 de agosto (um dia após a assinatura do Pacto Molotov-Ribbentrop).
Foi argumentado que Pacelli dissuadiu Pio XI — que estava à beira da morte — de condenar a Kristallnacht em Novembro de 1938. O rascunho da proposta encíclica Humani generis unitas (Sobre a Unidade da Sociedade Humana, pronta em setembro de 1938, não foi enviada ao Vaticano pelo Superior Geral da Companhia de Jesus Wlodimir Ledóchowski . O projecto de encíclica condenava claramente o colonialismo, o racismo e o antissemitismo. Alguns historiadores argumentam que Pacelli soube de sua existência somente após a morte de Pio XI e não a promulgou como Papa. [a]

#### Summi Pontificatus
Em 31 de agosto (um dia antes da guerra), Pio escreveu aos governos alemão, polonês, italiano, britânico e francês que não estava disposto a abandonar a esperança de que as negociações pendentes pudessem levar a "uma solução justa e pacífica" e implorou aos alemães e poloneses "em nome de Deus" que evitassem "qualquer incidente" e que os britânicos, franceses e italianos apoiassem seu apelo. As “negociações pendentes” eram propaganda nazista; no dia seguinte, Hitler invadiu a Polônia.
Summi Pontificatus (Sobre as Limitações da Autoridade do Estado), emitida em 20 de outubro de 1939, estabeleceu vários temas do papado de Pio. Em linguagem diplomática, ele apoiou a resistência católica e desaprovou o racismo, o antissemitismo, a invasão da Polônia e a perseguição à Igreja. e apela aos italianos para que permaneçam fiéis à Igreja. Pio evitou acusar Hitler e Stalin, adoptando um tom público imparcial pelo qual foi criticado. Na Polônia, os nazistas assassinaram mais de 2.500 monges e padres; mais foram presos.

#### Reuniões secretas com autoridades nazistas
A partir de 1939, Pio se envolveu em negociações secretas com Hitler. A existência dessas palestras foi mantida oculta pela Igreja Católica até a abertura dos arquivos de Pio aos estudiosos em 2020. Os arquivos contêm diversas transcrições e documentos que registram comunicações contínuas entre Pio e Hitler, em grande parte por meio de Filipe de Hesse-Cassel, um oficial nazista. Ambos os lados tomaram medidas para evitar que tais reuniões se tornassem de conhecimento público. Além disso, ambos os lados expressaram o desejo de chegar a um acordo para alcançar a paz entre o Reich e a Igreja. Em janeiro de 1940, Pio deu a Hesse um memorando de cinco pontos sobre como melhorar as relações com a Igreja, todos os cinco relacionados aos direitos e liberdades da Igreja. Hitler concordou com esse memorando por princípio e enviou seu Ministro das Relações Exteriores, von Ribbentrop, para se encontrar publicamente com o Papa em março. As reuniões continuaram até a primavera de 1941, mas nenhum acordo formal surgiu. Não há nenhuma indicação de que Pio tenha levantado a questão da perseguição aos judeus pelos nazistas em qualquer uma das reuniões. O historiador David Kertzer concluiu que, do ponto de vista da proteção da Igreja como instituição, as negociações poderiam ser consideradas um sucesso. No entanto, ele argumenta que foram uma “grande decepção” do ponto de vista da liderança moral, pois o Papa resistiu à grande pressão para denunciar o regime nazista até o fim.

#### Assistência
A política da Santa Sé concentrou-se em impedir que Mussolini levasse a Itália para a guerra. O Ministro dos Negócios Estrangeiros italiano Galeazzo Ciano queixou-se em Abril de 1940 ao Secretário de Estado do Vaticano Maglione que demasiados padres estavam a pregar "sermões sobre a paz e manifestações de paz, talvez inspirados pelo Vaticano", e o embaixador italiano na Santa Sé queixou-se que o L'Osservatore Romano era demasiado favorável às democracias.
Pio aconselhou os britânicos em 1940 sobre a prontidão de certos generais alemães para derrubar Hitler se pudessem ter a certeza de uma paz honrosa, ofereceu assistência à resistência alemã no caso de um golpe e alertou os Aliados sobre a planejada invasão alemã dos Países Baixos em 1940. Seu secretário particular, Robert Leiber, foi o intermediário entre Pio e a resistência. Ele se encontrou com Josef Müller, que visitou Roma em 1939 e 1940. O Vaticano considerou Müller um representante do Coronel-General Ludwig Beck e concordou em ajudar na mediação. O Vaticano concordou em enviar uma carta descrevendo as bases para a paz com a Grã-Bretanha, e a participação papal foi usada para tentar persuadir os generais alemães Halder e Brauchitsch a agirem contra Hitler. Quando o Incidente de Venlo paralisou as negociações, os britânicos concordaram em retomar as discussões devido aos "esforços do Papa e ao respeito em que ele era mantido. Chamberlain e Halifax deram grande importância à prontidão do Papa em mediar". Embora o governo britânico permanecesse evasivo, a resistência foi encorajada pelas negociações e Müller disse a Leiber que um golpe ocorreria em fevereiro.
Em 4 de maio de 1940, o Vaticano informou o enviado do governo holandês ao Vaticano que os alemães planejavam invadir a França através dos Países Baixos e da Bélgica seis dias depois. Alfred Jodl observou numa entrada do diário de 7 de maio que os alemães sabiam que o enviado belga ao Vaticano tinha sido informado e que Hitler estava agitado com a traição.  Após a queda da França, surgiram propostas de paz do Vaticano, da Suécia e dos Estados Unidos; Churchill respondeu que a Alemanha teria primeiro de libertar os seus territórios conquistados. Em 1942, o enviado dos EUA, Myron C. Taylor, agradeceu à Santa Sé pelas “expressões francas e heróicas de indignação feitas pelo Papa Pio XII quando a Alemanha invadiu os Países Baixos”. Müller foi preso em um ataque à Abwehr em 1943 e passou o resto da guerra em campos de concentração, terminando em Dachau. O ataque foi um golpe sério para a resistência, e Hans Bernd Gisevius substituiu Müller.
Após a queda da França, Pio escreveu confidencialmente a Hitler, Churchill e Mussolini propondo mediar uma "paz justa e honrosa" e pedindo conselhos sobre como tal oferta seria recebida. Quando a guerra se voltou contra as potências do Eixo em 1943 e Ciano foi destituído do seu posto e enviado ao Vaticano como embaixador, Hitler suspeitou que ele estava a organizar uma paz separada com os Aliados.

#### Ajuda aos judeus
No final do pontificado de Pio XI, Pacelli recebeu notícias de núncios sobre o aumento da perseguição aos judeus alemães. Ele desenvolveu uma estratégia para trabalhar nos bastidores para ajudá-los porque, acreditava ele, "qualquer forma de denúncia em nome do Vaticano provocaria inevitavelmente mais represálias contra os judeus". Durante o seu pontificado, instituições católicas por toda a Europa foram abertas para abrigar judeus. O historiador israelita Pinchas Lapide entrevistou sobreviventes da guerra e concluiu que Pio "foi fundamental para salvar pelo menos 700.000, mas provavelmente até 860.000 judeus da morte certa às mãos dos nazis"; embora a maioria dos historiadores conteste esta estimativa, o rabino David Dalin chamou o livro de Lapide de "a obra definitiva de um estudioso judeu" sobre o Holocausto.
Numa carta aberta ao bispo de Colónia, o Núncio Pacelli descreveu Hitler como um “falso profeta de Lúcifer”; Hitler retribuiu o seu desprezo. Após a Kristallnacht em 1938, o Vaticano tomou medidas para encontrar refúgio para os judeus. O L'Osservatore Romano informou que Pacelli (como secretário de Estado) condenou o pogrom. Em 30 de novembro, Pacelli enviou uma mensagem codificada aos arcebispos do mundo todo instruindo-os a solicitar vistos para que "católicos não arianos" pudessem deixar a Alemanha. Embora o Reichskoncordat tivesse previsto a protecção dos convertidos ao cristianismo, Pacelli pretendia alargar os vistos a todos os judeus; cerca de 200.000 judeus escaparam aos nazis com vistos do Vaticano.
De acordo com ordens secretas de Pio, Giovanni Ferrofino obteve vistos do governo português e da República Dominicana para garantir a fuga de 10.000 judeus.  Em resposta à legislação antijudaica de Mussolini, Pacelli providenciou que amigos, médicos, acadêmicos e cientistas judeus emigrassem para a Palestina e as Américas; vinte e três foram nomeados para instituições educacionais do Vaticano. Quando a guerra eclodiu, os bispos locais foram instruídos a ajudar os necessitados.
Em 1940, o ministro das Relações Exteriores nazista Joachim von Ribbentrop liderou a única delegação nazista sênior autorizada a ter uma audiência com Pio XII. Questionado sobre o porquê de o papa ter ficado do lado dos Aliados, Pio respondeu com uma lista de atrocidades nazistas recentes e perseguições religiosas cometidas contra cristãos e judeus na Alemanha e na Polônia; O New York Times relatou as "palavras ardentes que ele disse a Herr Ribbentrop sobre a perseguição religiosa". Em 1942, Pio fez um discurso de Natal na Rádio Vaticano expressando simpatia pelas vítimas do genocídio nazista. O historiador do Holocausto Martin Gilbert avaliou a resposta do Gabinete Central de Segurança do Reich (chamando Pio de "porta-voz" dos judeus) ao seu discurso de Natal como evidência de que ambos os lados sabiam por quem Pio estava falando. Pio protestou contra a deportação dos judeus eslovacos para o governo de Bratislava em 1942; no ano seguinte, ele escreveu: "A Santa Sé falharia em seu Mandato Divino se não deplorasse essas medidas, que prejudicam gravemente o homem em seu direito natural, principalmente pela razão de que essas pessoas pertencem a uma certa raça."

#### Cuidado público

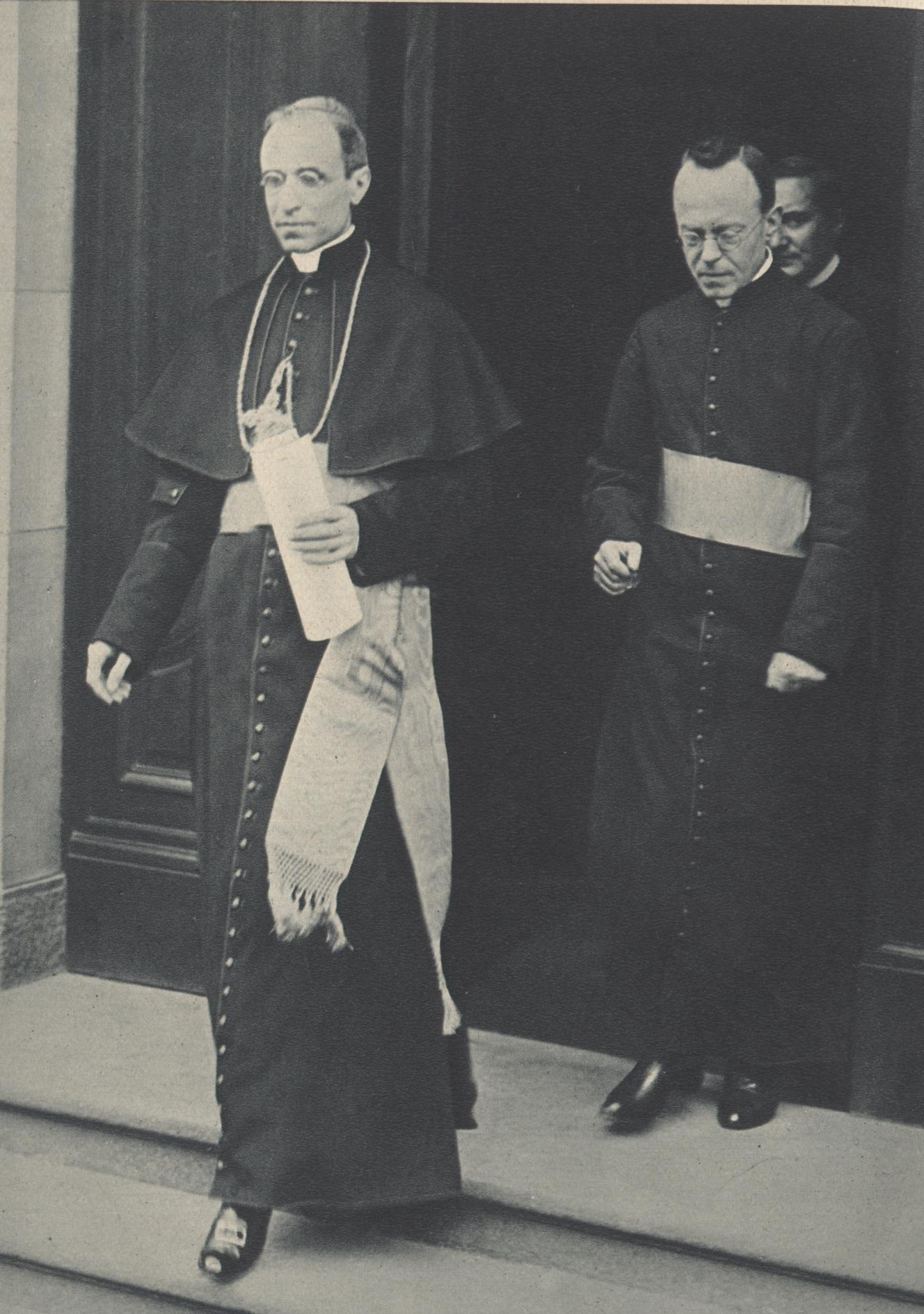
Pacelli (à esquerda) e Robert Leiber em 1929

Em público, Pio falou com cautela sobre os crimes nazistas. Quando Myron Charles Taylor o instou a condenar as atrocidades nazis, ele "referiu-se obliquamente aos males da guerra moderna". Numa conversa com o Arcebispo Giovanni Montini, Pio disse: “Gostaríamos de proferir palavras de fogo contra tais ações; e a única coisa que nos impede de falar é o medo de piorar a situação das vítimas”. Em Junho de 1943, o Papa Pio XII disse ao Sagrado Colégio dos Cardeais, num discurso secreto, que: "Cada palavra que dirigimos à autoridade competente sobre este assunto, e todas as Nossas declarações públicas têm de ser cuidadosamente ponderadas e medidas por Nós no interesse das próprias vítimas, para que, contrariamente às Nossas intenções, não tornemos a sua situação pior e mais difícil de suportar". A brutalidade nazista causou uma enorme impressão em Pio. [b] Em Dezembro de 1942, quando o Secretário de Estado Maglione foi questionado se Pio XII emitiria uma proclamação semelhante à "Política Alemã de Extermínio da Raça Judaica" dos Aliados, ele respondeu que o Vaticano era "incapaz de denunciar publicamente atrocidades particulares".

#### Criticismo
Embora a avaliação do papel de Pio XII durante a Segunda Guerra Mundial tenha sido positiva logo após sua morte, documentos históricos revelaram seu conhecimento precoce da Shoah e sua recusa em realizar ações vitais para salvar os judeus quando as oportunidades de fazê-lo se apresentaram. Por exemplo, veja a documentação de Saul Friedlander sobre a inação do Papa e sua documentação sobre a disposição do Papa de permanecer em silêncio diante de evidências indiscutíveis dos assassinatos. Alguns historiadores acusaram-no de ser silencioso e antissemita face ao Holocausto, mas outros historiadores defenderam-no. Membros proeminentes da comunidade judaica, incluindo o rabino Yitzhak HaLevi Herzog, refutaram as críticas aos esforços de Pio para proteger os judeus. Durante o verão de 1942, Pio explicou ao Colégio dos Cardeais o abismo teológico entre judeus e cristãos: "Jerusalém respondeu ao Seu chamado e à Sua graça com a mesma cegueira rígida e ingratidão obstinada que a levou pelo caminho da culpa até o assassinato de Deus". Guido Knopp chamou os comentários de Pio de "incompreensíveis" numa época em que "Jerusalém estava sendo assassinada aos milhões". Durante a prisão em massa e deportação de judeus em Roma, Pio estava ciente, mas não se manifestou publicamente contra isso. Depois de terem permanecido detidos durante dois dias perto do Vaticano, foram enviados para o campo de concentração de Auschwitz .
O livro de John Cornwell de 1999, Hitler's Pope, alegou que Pio legitimou os nazistas quando assinou o Reichskonkordat de 1933. Cornwell acusou Pio de ser antissemita e também de subordinar a oposição aos nazistas ao seu desejo de aumentar e centralizar o poder papal. Vários historiadores refutaram as conclusões de Cornwell; ele mais tarde moderou suas acusações, dizendo que era "impossível julgar os motivos [de Pio]" mas "no entanto, devido à sua linguagem ineficaz e diplomática em relação aos nazistas e aos judeus, ainda acredito que era sua obrigação explicar sua falha em falar depois da guerra. Isso ele nunca fez." O historiador John Toland observou: "A Igreja, sob a orientação do Papa... salvou a vida de mais judeus do que todas as outras igrejas, instituições religiosas e organizações de resgate juntas... escondendo milhares de judeus em seus mosteiros, conventos e no próprio Vaticano. O histórico dos Aliados era muito mais vergonhoso".
A conversão dos judeus ao catolicismo durante o Holocausto continua a ser controversa: "Este é um ponto-chave porque, nos debates sobre Pio XII, os seus defensores apontam regularmente para as suas denúncias de racismo e para a sua defesa dos judeus convertidos como prova da sua oposição ao antissemitismo de todos os tipos". O Holocausto exemplifica a “questão recorrente e extremamente dolorosa no diálogo católico-judaico,... esforços cristãos para converter judeus”. Martin Gilbert observou o forte envolvimento das igrejas cristãs no resgate dos judeus, escrevendo que muitos dos resgatados acabaram se convertendo ao cristianismo por um "senso de pertencimento à religião dos salvadores. Foi o preço – a penalidade, de uma perspectiva judaica estritamente ortodoxa – que foi paga centenas, até milhares, de vezes pelo dom da vida."

## Ratlines
Após a guerra, redes clandestinas contrabandearam oficiais fugitivos do Eixo para fora da Europa; os EUA deram às redes o codinome "Ratlines". O bispo austríaco pró-nazista Alois Hudal era um elo na cadeia em Roma, e o Pontifício Colégio Croata de São Jerônimo ofereceu refúgio aos fugitivos croatas guiados por Krunoslav Draganović. Líderes católicos e não-nazistas, presos como potenciais dissidentes nas novas repúblicas comunistas que se formavam na Europa Oriental, tentaram emigrar; a migração foi explorada por alguns fugitivos do Eixo. Potenciais líderes anticomunistas, como o arcebispo anti-nazista József Mindszenty na Hungria, o conselho de ajuda judaica de Żegota na Polônia e o arcebispo croata de Zagreb Aloísio Stepinac foram incriminados por governos anticatólicos.
O bispo Alois Hudal, antigo reitor do Collegio Teutonico em Roma (um seminário para padres alemães e austríacos), era um nazista secreto e um informante da inteligência alemã. Gerald Steinacher escreveu que Hudal foi próximo de Pio XII por muitos anos antes e foi uma figura influente na linha de sucessão. Os Comitês de Refugiados do Vaticano para Croatas, Eslovenos, Ucranianos e Húngaros ajudaram antigos fascistas e colaboradores nazis a escapar desses países.
Roma foi informada de que a República Socialista Federativa da Iugoslávia estava a ameaçar destruir o catolicismo, e a igreja acreditava que o risco de entregar os inocentes poderia ser "maior do que o perigo de alguns dos culpados escaparem". O padre croata Krunoslav Draganović ajudou fascistas croatas a escapar através de Roma. Evidências sugerem que Pio XII aprovou tacitamente seu trabalho; de acordo com relatos do agente do Corpo de Contrainteligência, Robert Mudd, cerca de 100 Ustaše estavam escondidos no Pontifício Colégio Croata de São Jerônimo na esperança de chegar à Argentina (com conhecimento do Vaticano). Poucos dias após a morte de Pio em 1958, autoridades do Vaticano pediram a Draganovic que deixasse o colégio. Até então, porém, Draganovic "era a própria lei e comandava seu próprio show". Em 1948, ele trouxe o colaborador nazista e criminoso de guerra procurado Ante Pavelić para o Pontifício Colégio Latino-Americano disfarçado de padre até que o presidente argentino Juan Perón o convidou para seu país.
De acordo com Michael Hesemann, os refugiados nazistas usaram rotas de fuga que a Igreja Católica criou para salvar os requerentes de asilo judeus durante a Segunda Guerra Mundial. O clero católico contrabandeava judeus da Alemanha e da Áustria ocupada pelos alemães através de "rotas monásticas" (*Klosterroute*), onde viviam em campos de refugiados italianos em relativa segurança ou recebiam documentos falsificados e emigravam para a América do Sul. Krunoslav Draganović, um padre croata associado a Ustaše, começou a trabalhar para o CIC americano em 1947 para fornecer rotas de fuga para colaboradores nazistas "úteis".
Durante a ocupação alemã de Roma em 1943, Hudal interveio em nome do Papa e declarou que os edifícios religiosos em Roma eram território do Vaticano, proibindo soldados alemães de entrarem neles e salvando cerca de 4.300 judeus romanos. Assim, o Vaticano permitiu que Hudal instigasse esforços para ajudar os refugiados austríacos após a guerra. Hudal foi gradualmente afastado pelo Vaticano quando admitiu ter ajudado Otto Wächter e Franz Stangl a escapar da perseguição. O clero do Vaticano começou a pedir sua remoção e, em 1949, ele teve a audiência papal negada e foi convidado a sair. Em 1951, o Papa Pio XII exigiu a remoção de Hudal, que renunciou um ano depois.

## Atitudes pós-guerra
Desde o fim da Segunda Guerra Mundial, a igreja homenageia os resistentes católicos e as vítimas do nazismo e emitiu declarações de arrependimento por suas falhas e pelas de seus membros durante a era nazista. Pio XII elevou vários renomados opositores do nazismo ao Colégio dos Cardeais em 1946. Entre eles estavam o bispo Josef Frings de Colónia, que sucedeu ao cardeal Bertram como presidente da Conferência Episcopal de Fulda em Julho de 1945, Clemens ago  Graf von Galen de Münster, e Konrad von Preysing de Berlim. Pio também selecionou resistentes em outros países: o arcebispo holandês Johannes de Jong; o bispo húngaro József Mindszenty; o arcebispo polonês Adam Stefan Sapieha; e o arcebispo francês Jules-Géraud Saliège. O diplomata papal italiano Angelo Roncalli (mais tarde Papa João XXIII) e o arcebispo polonês Stefan Wyszyński foram elevados em 1953.
Dos papas do pós-guerra, João XXIII e Paulo VI estiveram ativamente envolvidos na proteção dos judeus durante a guerra. O Papa Bento XVI (Joseph Ratzinger) cresceu na Alemanha Nazista. Alistado na Juventude Hitlerista aos 14 anos, ele foi convocado como Luftwaffenhelfer dois anos depois. Ratzinger desertou no final da guerra e foi brevemente mantido como prisioneiro de guerra. O seu apoio à canonização do Papa Pio XII em 2008 foi controverso. Na sua primeira visita à Alemanha como papa, Bento XVI foi à Sinagoga Roonstrasse, em Colónia, e denunciou o antissemitismo.

### João Paulo II
O Papa João Paulo II viveu durante a ocupação nazista da Polônia, esteve envolvido na resistência cultural polonesa e ingressou em um seminário clandestino durante a guerra. Em 1979, logo após sua eleição, ele visitou o campo de concentração de Auschwitz para prestar homenagem aos que ali morreram. O Vaticano publicou Nós Lembramos: Uma Reflexão sobre a Shoah em 1998. João Paulo II disse que esperava que o documento “ajudasse a curar as feridas de mal-entendidos e injustiças do passado”, e descreveu os sofrimentos dos judeus durante a guerra como um “crime” e uma “mancha indelével” na história. Nós Lembramos observou um "dever de lembrança" de que a "desumanidade com que os judeus foram perseguidos e massacrados durante este século está além da capacidade das palavras de transmitir", repudiando a perseguição e condenando o genocídio. Embora reconhecesse “sentimentos de longa data de desconfiança e hostilidade que chamamos de antijudaísmo”, distinguia-os do antissemitismo racial dos nazis e concluía com um apelo à penitência.
Em 2000, João Paulo II pediu desculpas aos judeus em nome de todas as pessoas, inserindo uma oração no Muro das Lamentações: "Estamos profundamente tristes com o comportamento daqueles que, ao longo da história, fizeram com que os filhos de Deus sofressem e, pedindo seu perdão, desejamos nos comprometer com uma fraternidade genuína com o povo da Aliança." O pedido de desculpas papal enfatizou a culpa da Igreja e a condenação do antissemitismo pelo Concílio Vaticano II. A Igreja reconheceu o uso de trabalho forçado durante a era nazista; o Cardeal Karl Lehmann disse: "Não se deve esconder que a Igreja Católica esteve cega durante muito tempo ao destino e ao sofrimento de homens, mulheres e crianças de toda a Europa que foram levados para a Alemanha como trabalhadores forçados".

### Francisco
Em Junho de 2018, o Papa Francisco exortou a Igreja Católica a nunca esquecer o Shoah (o Holocausto):  “Deveria ser um aviso constante para todos nós de uma obrigação de reconciliação, de compreensão recíproca e de amor para com os nossos ‘irmãos mais velhos’, os judeus”. Francisco concordou em abrir os Arquivos do Vaticano da era do Holocausto em março de 2019. Numa entrevista ao La Stampa em agosto de 2019, Francisco disse: "Estou preocupado porque ouvem discursos que se assemelham aos de Hitler em 1934." Ele já tinha denunciado o populismo por levar à ascensão de Hitler.

## Admitindo culpa
Em 29 de abril de 2020, os bispos católicos alemães emitiram uma declaração criticando o comportamento de seus antecessores sob o regime nazista. A declaração dizia que, durante o regime nazista, os bispos não se opuseram à guerra de aniquilação iniciada pela Alemanha ou aos crimes cometidos pelo regime, e que deram à guerra um significado religioso.